# 日本のテレビドラマ一覧 (2010年代)
日本のテレビドラマ一覧 (2010年代) では、「日本のテレビドラマ一覧」を年代順に並べ替えて、一覧にする。
帯ドラマ、時代劇、特撮番組、日本以外のドラマについては、ここでは扱わない。各記事を参照のこと。

## 2010年
| 作品名                                                  | ジャンル         | 制作局     | 放送日時                     | 主演         |
| ------------------------------------------------------- | ---------------- | ---------- | ---------------------------- | ------------ |
| ハンチョウ〜神南署安積班〜（シリーズ2）                 | 刑事ドラマ       | TBS        | 月曜20:00 - 20:54            | 佐々木蔵之介 |
| コード・ブルー -ドクターヘリ緊急救命- 2nd season        | 医療ドラマ       | フジテレビ | 月曜21:00 - 21:54            | 山下智久     |
| 泣かないと決めた日                                      | 社会派ドラマ     | フジテレビ | 火曜21:00 - 21:54            | 榮倉奈々     |
| まっすぐな男                                            | 人間ドラマ       | 関西テレビ | 火曜22:00 - 22:54            | 佐藤隆太     |
| 赤かぶ検事京都篇                                        | 検事ドラマ       | TBS        | 水曜21:00 - 21:54            | 中村梅雀     |
| 相棒 Season 8                                           | 刑事ドラマ       | テレビ朝日 | 水曜21:00 - 21:54            | 水谷豊       |
| 曲げられない女                                          | 人間ドラマ       | 日本テレビ | 水曜22:00 - 22:54            | 菅野美穂     |
| とめはねっ! 鈴里高校書道部                              | 学園ドラマ       | NHK        | 木曜20:00 - 20:45            | 朝倉あき     |
| 853〜刑事・加茂伸之介                                   | 刑事ドラマ       | テレビ朝日 | 木曜20:00 - 20:54            | 寺脇康文     |
| エンゼルバンク〜転職代理人                              | 社会派ドラマ     | テレビ朝日 | 木曜21:00 - 21:54            | 長谷川京子   |
| 不毛地帯                                                | 社会派ドラマ     | フジテレビ | 木曜22:00 - 22:54            | 唐沢寿明     |
| 木下部長とボク                                          | ヒューマンドラマ | 日本テレビ | 木曜23:58 - 翌0:38           | 板尾創路     |
| 宿命 1969-2010 -ワンス・アポン・ア・タイム・イン・東京- | 社会派ドラマ     | テレビ朝日 | 金曜21:00 - 21:54            | 北村一輝     |
| ヤマトナデシコ七変化                                    | ラブコメディ     | TBS        | 金曜22:00 - 22:54            | 亀梨和也     |
| サラリーマン金太郎2                                     | ビジネスドラマ   | テレビ朝日 | 金曜23:15 - 翌0:15           | 永井大       |
| マジすか学園                                            | 学園ドラマ       | テレビ東京 | 土曜0:12 - 0:53 （金曜深夜） | 前田敦子     |
| 新撰組ピースメーカー                                    | 時代劇           | 毎日放送   | 土曜0:29 - 0:59 （金曜深夜） | 須賀健太     |
| 咲くやこの花                                            | 時代劇           | NHK        | 土曜19:30 - 19:58            | 成海璃子     |
| ブラッディ・マンデイ2                                   | ミステリー       | TBS        | 土曜19:56 - 20:54            | 三浦春馬     |
| 君たちに明日はない                                      | 社会派ドラマ     | NHK        | 土曜21:00 - 21:53            | 坂口憲二     |
| 左目探偵EYE                                             | 推理サスペンス   | 日本テレビ | 土曜21:00 - 21:54            | 山田涼介     |
| 龍馬伝                                                  | 大河ドラマ       | NHK        | 日曜20:00 - 20:45            | 福山雅治     |
| 特上カバチ!!                                            | 法律コメディ     | TBS        | 日曜21:00 - 21:54            | 櫻井翔       |

| 作品名                                        | ジャンル             | 制作局     | 放送日時                     | 主演       |
| --------------------------------------------- | -------------------- | ---------- | ---------------------------- | ---------- |
| 月の恋人〜Moon Lovers〜                       | 恋愛ドラマ           | フジテレビ | 月曜21:00 - 21:54            | 木村拓哉   |
| 絶対零度〜未解決事件特命捜査〜                | 刑事ドラマ           | フジテレビ | 火曜21:00 - 21:54            | 上戸彩     |
| 八日目の蝉                                    | サスペンスドラマ     | NHK        | 火曜22:00 - 22:43            | 檀れい     |
| 離婚同居                                      | ホームドラマ         | NHK        | 火曜22:00 - 22:45            | 阿部サダヲ |
| チーム・バチスタ2 ジェネラル・ルージュの凱旋  | 医療ミステリー       | 関西テレビ | 火曜22:00 - 22:54            | 伊藤淳史   |
| 三代目明智小五郎〜今日も明智が殺される〜      | 推理ドラマ           | 毎日放送   | 水曜0:50 - 1:20 （火曜深夜） | 田辺誠一   |
| 臨場（第2シリーズ）                           | 刑事ドラマ           | テレビ朝日 | 水曜21:00 - 21:54            | 内野聖陽   |
| Mother                                        | ヒューマンドラマ     | 日本テレビ | 水曜22:00 - 22:54            | 松雪泰子   |
| おみやさん（第7シリーズ）                     | 刑事ミステリー       | テレビ朝日 | 木曜20:00 - 20:54            | 渡瀬恒彦   |
| 同窓会〜ラブ・アゲイン症候群                  | 恋愛ドラマ           | テレビ朝日 | 木曜21:00 - 21:54            | 黒木瞳     |
| 素直になれなくて                              | 恋愛ドラマ           | フジテレビ | 木曜22:00 - 22:54            | 瑛太       |
| プロゴルファー花                              | スポーツドラマ       | 読売テレビ | 木曜23:58 - 翌0:38           | 加藤ローサ |
| ケータイ発ドラマ 激・恋…運命のラブストーリー… | ケータイ発ドラマ     | NHK        | 金曜0:15 - 0:45 （木曜深夜） | 荒井萌     |
| 警視庁失踪人捜査課                            | 刑事ドラマ           | テレビ朝日 | 金曜21:00 - 21:54            | 沢村一樹   |
| ヤンキー君とメガネちゃん                      | 学園ドラマ           | TBS        | 金曜22:00 - 22:54            | 成宮寛貴   |
| 警部補 矢部謙三                               | スピンオフ刑事ドラマ | テレビ朝日 | 金曜23:15 - 翌0:15           | 生瀬勝久   |
| ハガネの女                                    | 学園ドラマ           | テレビ朝日 | 金曜23:15 - 翌0:15           | 吉瀬美智子 |
| トラブルマン                                  | シリアス・コメディ   | テレビ東京 | 土曜0:12 - 0:53 （金曜深夜） | 加藤成亮   |
| 大魔神カノン                                  | ファンタジードラマ   | テレビ東京 | 土曜1:23 - 1:53 （金曜深夜） | 里久鳴祐果 |
| まっつぐ〜鎌倉河岸捕物控〜                    | 時代劇               | NHK        | 土曜19:30 - 20:00            | 橘慶太     |
| タンブリング                                  | 学園スポーツ         | TBS        | 土曜19:56 - 20:54            | 山本裕典   |
| チェイス〜国税査察官〜                        | 経済ドラマ           | NHK        | 土曜21:00 - 21:53            | 江口洋介   |
| 怪物くん                                      | 人間ドラマ           | 日本テレビ | 土曜21:00 - 21:54            | 大野智     |
| 龍馬伝                                        | 大河ドラマ           | NHK        | 日曜20:00 - 20:45            | 福山雅治   |
| 新参者                                        | 刑事ヒューマン       | TBS        | 日曜21:00 - 21:54            | 阿部寛     |
| 女帝薫子                                      | 水商売ドラマ         | テレビ朝日 | 日曜23:00 - 23:55            | 桐谷美玲   |

| 作品名                                                 | ジャンル             | 制作局     | 放送日時                     | 主演           |
| ------------------------------------------------------ | -------------------- | ---------- | ---------------------------- | -------------- |
| ハンチョウ〜神南署安積班（シリーズ3）                  | 刑事ドラマ           | TBS        | 月曜20:00 - 20:54            | 佐々木蔵之介   |
| 夏の恋は虹色に輝く                                     | 恋愛ドラマ           | フジテレビ | 月曜21:00 - 21:54            | 松本潤         |
| ジョーカー 許されざる捜査官                            | 刑事ミステリー       | フジテレビ | 火曜21:00 - 21:54            | 堺雅人         |
| 天使のわけまえ                                         | 料理・人間           | NHK        | 火曜22:00 - 22:43            | 観月ありさ     |
| 10年先も君に恋して                                     | SF・恋愛ドラマ       | NHK        | 火曜22:00 - 22:43            | 上戸彩         |
| 逃亡弁護士                                             | ヒューマンサスペンス | 関西テレビ | 火曜22:00 - 22:54            | 上地雄輔       |
| 土俵ガール!                                            | スポーツドラマ       | 毎日放送   | 水曜0:55 - 1:25 （火曜深夜） | 佐々木希       |
| 新・警視庁捜査一課9係（Season 2）                      | 刑事ドラマ           | テレビ朝日 | 水曜21:00 - 21:54            | 渡瀬恒彦       |
| ホタルノヒカリ2                                        | 恋愛コメディ         | 日本テレビ | 水曜22:00 - 22:54            | 綾瀬はるか     |
| 科捜研の女（第10シリーズ）                             | ミステリードラマ     | テレビ朝日 | 木曜20:00 - 20:54            | 沢口靖子       |
| 警視庁継続捜査班                                       | 刑事ドラマ           | テレビ朝日 | 木曜21:00 - 21:54            | 木村佳乃       |
| GOLD                                                   | 人間ドラマ           | フジテレビ | 木曜22:00 - 22:54            | 天海祐希       |
| 日本人の知らない日本語                                 | 人間コメディ         | 日本テレビ | 木曜23:58 - 翌0:38           | 仲里依紗       |
| もやしもん                                             | ファンタジーコメディ | フジテレビ | 金曜0:45 - 1:15 （木曜深夜） | 中村優一       |
| 崖っぷちのエリー〜この世でいちばん大事な「カネ」の話〜 | 人間ドラマ           | テレビ朝日 | 金曜21:00 - 21:54            | 山田優         |
| うぬぼれ刑事                                           | 刑事コメディ         | TBS        | 金曜22:00 - 22:54            | 長瀬智也       |
| 熱海の捜査官                                           | 刑事サスペンス       | テレビ朝日 | 金曜23:15 - 翌0:15           | オダギリジョー |
| モテキ                                                 | 恋愛コメディ         | テレビ東京 | 土曜0:12 - 0:52 （金曜深夜） | 森山未來       |
| 桂ちづる診察日録                                       | 時代劇               | NHK        | 土曜19:30 - 20:00            | 市川由衣       |
| ハンマーセッション!                                    | 学園ドラマ           | TBS        | 土曜19:56 - 20:54            | 速水もこみち   |
| 美丘-君がいた日々-                                     | ヒューマンドラマ     | 日本テレビ | 土曜21:00 - 21:54            | 吉高由里子     |
| 鉄の骨                                                 | 経済ドラマ           | NHK        | 土曜21:00 - 21:53            | 小池徹平       |
| チャンス                                               | スポーツヒューマン   | NHK        | 土曜21:00 - 21:53            | 藤原紀香       |
| 龍馬伝                                                 | 大河ドラマ           | NHK        | 日曜20:00 - 20:45            | 福山雅治       |
| GM〜踊れドクター                                       | 医療ドラマ           | TBS        | 日曜21:00 - 21:54            | 東山紀之       |

| 作品名                                                  | ジャンル             | 制作局     | 放送日時                     | 主演                  |
| ------------------------------------------------------- | -------------------- | ---------- | ---------------------------- | --------------------- |
| 流れ星                                                  | 恋愛ドラマ           | フジテレビ | 月曜21:00 - 21:54            | 竹野内豊              |
| モリのアサガオ                                          | 犯罪ドラマ           | テレビ東京 | 月曜22:00 - 22:54            | 伊藤淳史              |
| フリーター、家を買う。                                  | ヒューマンドラマ     | フジテレビ | 火曜21:00 - 21:54            | 二宮和也              |
| ギルティ 悪魔と契約した女                               | サスペンス推理       | 関西テレビ | 火曜22:00 - 22:54            | 菅野美穂              |
| セカンドバージン                                        | ヒューマンドラマ     | NHK        | 火曜22:00 - 22:43            | 鈴木京香              |
| 闇金ウシジマくん                                        | サスペンス犯罪       | 毎日放送   | 水曜0:55 - 1:25 （火曜深夜） | 山田孝之              |
| クロヒョウ 龍が如く新章                                 | 人間ドラマ           | 毎日放送   | 水曜1:25 - 1:55 （火曜深夜） | 斎藤工                |
| 相棒 Season 9                                           | 刑事ドラマ           | テレビ朝日 | 水曜21:00 - 21:54            | 水谷豊                |
| 黄金の豚-会計検査庁 特別調査課-                         | 経済ドラマ           | 日本テレビ | 水曜22:00 - 22:54            | 篠原涼子              |
| 京都地検の女（第6シリーズ）                             | ミステリードラマ     | テレビ朝日 | 木曜20:00 - 20:54            | 名取裕子              |
| ナサケの女〜国税局査察官〜                              | 経済ドラマ           | テレビ朝日 | 木曜21:00 - 21:54            | 米倉涼子              |
| 渡る世間は鬼ばかり（第10シリーズ）                      | ホームドラマ         | TBS        | 木曜21:00 - 21:54            | 泉ピン子              |
| 医龍-Team Medical Dragon-3                              | 医療ドラマ           | フジテレビ | 木曜22:00 - 22:54            | 坂口憲二              |
| FACE MAKER                                              | 推理サスペンス       | 読売テレビ | 木曜23:58 - 翌0:38           | 永井大                |
| 検事・鬼島平八郎                                        | 検事ドラマ           | テレビ朝日 | 金曜21:00 - 21:54            | 浜田雅功              |
| SPEC〜警視庁公安部公安第五課 未詳事件特別対策係事件簿〜 | 刑事ミステリー       | TBS        | 金曜22:00 - 22:54            | 戸田恵梨香 加瀬亮     |
| 秘密                                                    | ヒューマンミステリー | テレビ朝日 | 金曜23:15 - 翌0:15           | 志田未来 佐々木蔵之介 |
| クローン ベイビー                                       | SFサスペンス         | TBS        | 土曜0:20 - 0:50 （金曜深夜） | 市川知宏              |
| 嬢王3 〜Special Edition〜                               | 人間ドラマ           | テレビ東京 | 土曜0:12 - 0:53 （金曜深夜） | 原幹恵                |
| Q10                                                     | SF人間ドラマ         | 日本テレビ | 土曜21:00 - 21:54            | 佐藤健                |
| 龍馬伝                                                  | 大河ドラマ           | NHK        | 日曜20:00 - 20:45            | 福山雅治              |
| 獣医ドリトル                                            | 医療ドラマ           | TBS        | 日曜21:00 - 21:54            | 小栗旬                |
| パーフェクト・リポート                                  | 社会派ドラマ         | フジテレビ | 日曜21:00 - 21:54            | 松雪泰子              |
| 霊能力者 小田霧響子の嘘                                 | コメディーミステリー | テレビ朝日 | 日曜23:00 - 23:55            | 石原さとみ            |

## 2011年
| 作品名                             | ジャンル               | 制作局     | 放送日時                     | 主演                |
| ---------------------------------- | ---------------------- | ---------- | ---------------------------- | ------------------- |
| 大切なことはすべて君が教えてくれた | 恋愛ドラマ             | フジテレビ | 月曜21:00 - 21:54            | 戸田恵梨香 三浦春馬 |
| 最上の命医                         | 医療アクション         | テレビ東京 | 月曜22:00 - 22:54            | 斎藤工              |
| CONTROL〜犯罪心理捜査〜            | 刑事ドラマ             | フジテレビ | 火曜21:00 - 21:54            | 松下奈緒            |
| フェイク 京都美術事件絵巻          | 推理ドラマ             | NHK        | 火曜22:00 - 22:43            | 財前直見            |
| 四十九日のレシピ                   | ホームドラマ           | NHK        | 火曜22:00 - 22:43            | 和久井映見          |
| 美しい隣人                         | サスペンスドラマ       | 関西テレビ | 火曜22:00 - 22:54            | 仲間由紀恵          |
| カルテット                         | 犯罪ドラマ             | TBS        | 水曜0:55 - 1:25 （火曜深夜） | 福田沙紀 松下優也   |
| 臨死!!江古田ちゃん                 | コメディドラマ         | 日本テレビ | 水曜1:29 - 1:44 （火曜深夜） | 鳥居みゆき          |
| 相棒 Season 9                      | 刑事ドラマ             | テレビ朝日 | 水曜21:00 - 21:54            | 水谷豊              |
| 美咲ナンバーワン!!                 | 学園ドラマ             | 日本テレビ | 水曜22:00 - 22:54            | 香里奈              |
| ホンボシ〜心理特捜事件簿〜         | 刑事ドラマ             | テレビ朝日 | 木曜20:00 - 20:54            | 船越英一郎          |
| 渡る世間は鬼ばかり（最終シリーズ） | ホームドラマ           | TBS        | 木曜21:00 - 21:54            | 泉ピン子            |
| 告発〜国選弁護人                   | 弁護士ドラマ           | テレビ朝日 | 木曜21:00 - 21:54            | 田村正和            |
| 外交官 黒田康作                    | サスペンスドラマ       | フジテレビ | 木曜22:00 - 22:54            | 織田裕二            |
| 示談交渉人 ゴタ消し                | 犯罪ドラマ             | 日本テレビ | 木曜23:58 - 翌0:38           | 西野亮廣            |
| 恋する日本語                       | 人間ドラマ             | NHK        | 金曜0:15 - 0:45 （木曜深夜） | 余貴美子            |
| 悪党〜重犯罪捜査班                 | 刑事ドラマ             | テレビ朝日 | 金曜21:00 - 21:54            | 高橋克典            |
| LADY〜最後の犯罪プロファイル〜     | 刑事ドラマ             | TBS        | 金曜22:00 - 22:54            | 北川景子            |
| バーテンダー                       | グルメドラマ           | テレビ朝日 | 金曜23:15 - 翌0:15           | 相葉雅紀            |
| URAKARA                            | パロディドラマ         | テレビ東京 | 土曜0:12 - 0:53 （金曜深夜） | KARA                |
| ヘブンズ・フラワー                 | ロマンチックミステリー | TBS        | 土曜0:20 - 0:50 （金曜深夜） | 川島海荷            |
| 隠密八百八町                       | 時代劇                 | NHK        | 土曜19:30 - 20:00            | 舘ひろし            |
| TAROの塔                           | 伝記ドラマ             | NHK        | 土曜21:00 - 21:53            | 松尾スズキ          |
| デカワンコ                         | 刑事ドラマ             | 日本テレビ | 土曜21:00 - 21:54            | 多部未華子          |
| 江〜姫たちの戦国〜                 | 大河ドラマ             | NHK        | 日曜20:00 - 20:45            | 上野樹里            |
| 冬のサクラ                         | 恋愛ドラマ             | TBS        | 日曜21:00 - 21:54            | 草彅剛              |
| スクール!!                         | 学園ドラマ             | フジテレビ | 日曜21:00 - 21:54            | 江口洋介            |
| Dr.伊良部一郎                      | 医療ドラマ             | テレビ朝日 | 日曜23:00 - 23:55            | 徳重聡              |

| 作品名                                      | ジャンル         | 制作局     | 放送日時                     | 主演                |
| ------------------------------------------- | ---------------- | ---------- | ---------------------------- | ------------------- |
| ハンチョウ〜神南署安積班（シリーズ4）       | 刑事ドラマ       | TBS        | 月曜20:00 - 20:54            | 佐々木蔵之介        |
| 幸せになろうよ                              | 恋愛ドラマ       | フジテレビ | 月曜21:00 - 21:54            | 香取慎吾            |
| 鈴木先生                                    | 学園ドラマ       | テレビ東京 | 月曜22:00 - 22:54            | 長谷川博己          |
| 名前をなくした女神                          | 社会派ドラマ     | フジテレビ | 火曜21:00 - 21:54            | 杏                  |
| マドンナ・ヴェルデ〜娘のために産むこと〜    | 医療ミステリー   | NHK        | 火曜22:00 - 22:50            | 松坂慶子            |
| 下流の宴                                    | ホームドラマ     | NHK        | 火曜22:00 - 22:50            | 黒木瞳              |
| グッドライフ〜ありがとう、パパ。さよなら〜  | ホームドラマ     | 関西テレビ | 火曜22:00 - 22:54            | 反町隆史            |
| マッスルガール!                             | スポーツコメディ | 毎日放送   | 水曜0:55 - 1:25 （火曜深夜） | 市川由衣            |
| 遺留捜査                                    | 刑事ドラマ       | テレビ朝日 | 水曜21:00 - 21:54            | 上川隆也            |
| リバウンド                                  | 恋愛コメディ     | 日本テレビ | 水曜22:00 - 22:54            | 相武紗季            |
| おみやさん（第8シリーズ）                   | 刑事ドラマ       | テレビ朝日 | 木曜20:00 - 20:54            | 渡瀬恒彦            |
| 渡る世間は鬼ばかり（最終シリーズ）          | ホームドラマ     | TBS        | 木曜21:00 - 21:54            | 泉ピン子            |
| ハガネの女 Season 2                         | 学園ドラマ       | テレビ朝日 | 木曜21:00 - 21:54            | 吉瀬美智子          |
| BOSS（2ndシーズン）                         | 刑事ドラマ       | フジテレビ | 木曜22:00 - 22:54            | 天海祐希            |
| 四つ葉神社ウラ稼業 失恋保険〜告らせ屋〜     | 恋愛ドラマ       | 読売テレビ | 木曜23:58 - 翌0:38           | 城田優              |
| 生まれる。                                  | ホームドラマ     | TBS        | 金曜22:00 - 22:54            | 堀北真希            |
| 犬を飼うということ〜スカイと我が家の180日〜 | ホームドラマ     | テレビ朝日 | 金曜23:15 - 翌0:15           | 錦戸亮              |
| マジすか学園2                               | 学園ドラマ       | テレビ東京 | 土曜0:12 - 0:53 （金曜深夜） | 前田敦子            |
| シマシマ                                    | 人間ドラマ       | TBS        | 土曜0:20 - 0:50 （金曜深夜） | 矢田亜希子          |
| 高校生レストラン                            | 料理ドラマ       | 日本テレビ | 土曜21:00 - 21:54            | 松岡昌宏            |
| 江〜姫たちの戦国〜                          | 大河ドラマ       | NHK        | 日曜20:00 - 20:45            | 上野樹里            |
| JIN-仁-（完結編）                           | 医療ドラマ       | TBS        | 日曜21:00 - 21:54            | 大沢たかお          |
| マルモのおきて                              | ホームドラマ     | フジテレビ | 日曜21:00 - 21:54            | 阿部サダヲ 芦田愛菜 |
| アスコーマーチ!〜県立明日香工業高校行進曲〜 | 学園ドラマ       | テレビ朝日 | 日曜23:00 - 23:55            | 武井咲              |

| 作品名                                      | ジャンル             | 制作局     | 放送日時                     | 主演                                  |
| ------------------------------------------- | -------------------- | ---------- | ---------------------------- | ------------------------------------- |
| 全開ガール                                  | 恋愛ドラマ           | フジテレビ | 月曜21:00 - 21:54            | 新垣結衣                              |
| IS〜男でも女でもない性〜                    | 学園ヒューマンドラマ | テレビ東京 | 月曜22:00 - 22:54            | 福田沙紀 剛力彩芽                     |
| ピースボート -Piece Vote-                   | 犯罪サスペンス       | 日本テレビ | 月曜23:58 - 翌0:29           | 濱田岳                                |
| 絶対零度～特殊犯罪潜入捜査～                | 刑事ドラマ           | フジテレビ | 火曜21:00 - 21:54            | 上戸彩                                |
| チームバチスタ3 アリアドネの弾丸            | 医療ミステリー       | 関西テレビ | 火曜22:00 - 22:54            | 伊藤淳史                              |
| 胡桃の部屋                                  | ホームドラマ         | NHK        | 火曜22:00 - 22:48            | 松下奈緒                              |
| 荒川アンダー ザ ブリッジ                    | コメディドラマ       | 毎日放送   | 水曜0:55 - 1:25 （火曜深夜） | 林遣都                                |
| 新・警視庁捜査一課9係 Season 3              | 刑事ドラマ           | テレビ朝日 | 水曜21:00 - 21:54            | 渡瀬恒彦                              |
| ブルドクター                                | 医療ミステリー       | 日本テレビ | 水曜22:00 - 22:54            | 江角マキコ                            |
| ろくでなしBLUES                             | 学園スポーツ         | 日本テレビ | 木曜0:59 - 1:29 （水曜深夜） | 青柳翔                                |
| 京都地検の女 第7シリーズ                    | 刑事ドラマ           | テレビ朝日 | 木曜20:00 - 20:54            | 名取裕子                              |
| 陽はまた昇る                                | 学園ドラマ           | テレビ朝日 | 木曜21:00 - 21:54            | 佐藤浩市                              |
| 渡る世間は鬼ばかり（最終シリーズ）          | ホームドラマ         | TBS        | 木曜21:00 - 21:54            | 泉ピン子                              |
| それでも、生きてゆく                        | ヒューマンドラマ     | フジテレビ | 木曜22:00 - 22:54            | 瑛太                                  |
| 名探偵コナン 工藤新一への挑戦状             | 推理ドラマ           | 読売テレビ | 木曜23:58 - 翌0:38           | 溝端淳平                              |
| 美男（イケメン）ですね                      | 音楽コメディ         | TBS        | 金曜22:00 - 22:54            | 瀧本美織 玉森裕太 藤ヶ谷太輔 八乙女光 |
| ジウ 警視庁特殊犯捜査係                     | 刑事ドラマ           | テレビ朝日 | 金曜23:15 - 翌0:15           | 黒木メイサ 多部未華子                 |
| 勇者ヨシヒコと魔王の城                      | 冒険コメディ         | テレビ東京 | 土曜0:12 - 0:53 （金曜深夜） | 山田孝之                              |
| 桜蘭高校ホスト部                            | 学園コメディ         | TBS        | 土曜0:20 - 0:50 （金曜深夜） | 川口春奈                              |
| ドン★キホーテ                               | コメディヒューマン   | 日本テレビ | 土曜21:00 - 21:54            | 松田翔太                              |
| 金魚倶楽部                                  | ケータイ発ドラマ     | NHK        | 土曜23:30 - 24:00            | 入江甚儀                              |
| 江〜姫たちの戦国〜                          | 大河ドラマ           | NHK        | 日曜20:00 - 20:45            | 上野樹里                              |
| 華和家の四姉妹                              | ホームドラマ         | TBS        | 日曜21:00 - 21:54            | 観月ありさ                            |
| 花ざかりの君たちへ イケメン☆パラダイス 2011 | 学園コメディ         | フジテレビ | 日曜21:00 - 21:54            | 前田敦子                              |
| バラ色の聖戦                                | ヒューマンドラマ     | テレビ朝日 | 日曜23:00 - 23:55            | 吹石一恵                              |

| 作品名                                  | ジャンル                 | 制作局     | 放送日時                     | 主演                |
| --------------------------------------- | ------------------------ | ---------- | ---------------------------- | ------------------- |
| 私が恋愛できない理由                    | 恋愛ドラマ               | フジテレビ | 月曜21:00 - 21:54            | 香里奈              |
| 謎解きはディナーのあとで                | コメディーミステリー     | フジテレビ | 火曜21:00 - 21:54            | 櫻井翔              |
| HUNTER 〜ハンターその女たち、賞金稼ぎ〜 | アクションドラマ         | 関西テレビ | 火曜22:00 - 22:54            | 米倉涼子            |
| ラストマネー -愛の値段-                 | 経済ドラマ               | NHK        | 火曜22:00 - 22:48            | 伊藤英明            |
| ビターシュガー                          | 恋愛ドラマ               | NHK        | 火曜22:55 - 23:24            | りょう              |
| 深夜食堂2                               | 料理ドラマ               | 毎日放送   | 水曜0:55 - 1:25 （火曜深夜） | 小林薫              |
| 相棒 season10                           | 刑事ドラマ               | テレビ朝日 | 水曜21:00 - 21:54            | 水谷豊              |
| 家政婦のミタ                            | ホームサスペンス         | 日本テレビ | 水曜22:00 - 22:54            | 松嶋菜々子          |
| QP                                      | 犯罪ドラマ               | 日本テレビ | 木曜0:59 - 1:29 （水曜深夜） | 斎藤工              |
| 科捜研の女 第11シリーズ                 | サスペンスドラマ         | テレビ朝日 | 木曜20:00 - 20:54            | 沢口靖子            |
| DOCTORS〜最強の名医〜                   | 医療ドラマ               | テレビ朝日 | 木曜21:00 - 21:54            | 沢村一樹            |
| ランナウェイ〜愛する君のために          | 逃亡サスペンス           | TBS        | 木曜21:00 - 21:54            | 市原隼人            |
| 蜜の味〜A Taste Of Honey〜              | 恋愛ドラマ               | フジテレビ | 木曜22:00 - 22:54            | 榮倉奈々 菅野美穂   |
| 秘密諜報員 エリカ                       | スパイドラマ             | 読売テレビ | 木曜23:58 - 翌0:38           | 栗山千明            |
| 専業主婦探偵〜私はシャドウ              | 推理ドラマ               | TBS        | 金曜22:00 - 22:54            | 深田恭子            |
| 11人もいる!                             | ホームドラマ             | テレビ朝日 | 金曜23:15 - 翌0:15           | 神木隆之介          |
| ここが噂のエル・パラシオ                | スポーツドラマ           | テレビ東京 | 土曜0:12 - 0:53 （金曜深夜） | 武田航平            |
| 怪盗ロワイヤル                          | 犯罪ドラマ               | TBS        | 土曜0:20 - 0:50 （金曜深夜） | 松坂桃李            |
| 妖怪人間ベム                            | 人間ドラマ               | 日本テレビ | 土曜21:00 - 21:54            | 亀梨和也            |
| 江〜姫たちの戦国〜                      | 大河ドラマ               | NHK        | 日曜20:00 - 20:45            | 上野樹里            |
| 南極大陸                                | 伝記ドラマ               | TBS        | 日曜21:00 - 21:54            | 木村拓哉            |
| 僕とスターの99日                        | ロマンティック・コメディ | フジテレビ | 日曜21:00 - 21:54            | 西島秀俊 キム・テヒ |
| 俺の空〜刑事編                          | 刑事ドラマ               | テレビ朝日 | 日曜23:00 - 23:55            | 庄野崎謙            |

## 2012年
| 作品名                                         | ジャンル             | 制作局     | 放送日時                     | 主演                  |
| ---------------------------------------------- | -------------------- | ---------- | ---------------------------- | --------------------- |
| ステップファザー・ステップ                     | コメディーミステリー | TBS        | 月曜20:00 - 20:54            | 上川隆也              |
| ラッキーセブン                                 | アクションドラマ     | フジテレビ | 月曜21:00 - 21:54            | 松本潤                |
| ストロベリーナイト                             | 刑事ドラマ           | フジテレビ | 火曜21:00 - 21:54            | 竹内結子              |
| ハングリー!                                    | 料理ドラマ           | 関西テレビ | 火曜22:00 - 22:54            | 向井理                |
| タイトロープの女                               | サスペンスドラマ     | NHK        | 火曜22:00 - 22:48            | 池脇千鶴              |
| 本日は大安なり                                 | サスペンスドラマ     | NHK        | 火曜22:55 - 23:24            | 優香                  |
| ティーンコート                                 | 法廷もの             | 日本テレビ | 火曜23:58 - 翌0:29           | 剛力彩芽              |
| 家族八景 Nanase, Telepathy Girl's Ballad       | SFサスペンス         | 毎日放送   | 水曜0:55 - 1:25 （火曜深夜） | 木南晴夏              |
| 相棒 season10                                  | 刑事ドラマ           | テレビ朝日 | 水曜21:00 - 21:54            | 水谷豊                |
| ダーティ・ママ!                                | 刑事コメディー       | 日本テレビ | 水曜22:00 - 22:54            | 永作博美              |
| 数学♥女子学園                                  | 学園ドラマ           | 日本テレビ | 木曜0:59 - 1:29 （水曜深夜） | 田中れいな 道重さゆみ |
| 科捜研の女 第11シリーズ                        | サスペンスドラマ     | テレビ朝日 | 木曜20:00 - 20:54            | 沢口靖子              |
| 聖なる怪物たち                                 | 医療サスペンス       | テレビ朝日 | 木曜21:00 - 21:54            | 岡田将生              |
| 最高の人生の終り方〜エンディングプランナー〜   | ホームドラマ         | TBS        | 木曜21:00 - 21:54            | 山下智久              |
| 最後から二番目の恋                             | ラブコメディー       | フジテレビ | 木曜22:00 - 22:54            | 小泉今日子 中井貴一   |
| デカ★黒川鈴木                                  | 刑事ドラマ           | 読売テレビ | 木曜23:58 - 翌0:38           | 板尾創路              |
| 恋愛ニート〜忘れた恋のはじめ方〜               | ラブコメディー       | TBS        | 金曜22:00 - 22:54            | 仲間由紀恵            |
| 13歳のハローワーク                             | SF人間ドラマ         | テレビ朝日 | 金曜23:15 - 翌0:15           | 松岡昌宏              |
| 撮らないで下さい!!グラビアアイドル裏物語       | パロディドラマ       | テレビ東京 | 土曜0:12 - 0:53 （金曜深夜） |                       |
| さばドル                                       | パロディドラマ       | テレビ東京 | 土曜0:53 - 1:23 （金曜深夜） | 渡辺麻友              |
| 白戸修の事件簿                                 | 推理ドラマ           | TBS        | 土曜0:20 - 0:50 （金曜深夜） | 千葉雄大              |
| 理想の息子                                     | ホームコメディー     | 日本テレビ | 土曜21:00 - 21:54            | 山田涼介 鈴木京香     |
| ミューズの鏡                                   | コメディードラマ     | 日本テレビ | 日曜1:55 - 2:10 （土曜深夜） | 指原莉乃              |
| 平清盛                                         | 大河ドラマ           | NHK        | 日曜20:00 - 20:45            | 松山ケンイチ          |
| 運命の人                                       | 経済ドラマ           | TBS        | 日曜21:00 - 21:54            | 本木雅弘              |
| 早海さんと呼ばれる日                           | ホームコメディー     | フジテレビ | 日曜21:00 - 21:54            | 松下奈緒              |
| 妄想捜査〜桑潟幸一准教授のスタイリッシュな生活 | 推理ドラマ           | テレビ朝日 | 日曜23:00 - 23:55            | 佐藤隆太              |

| 作品名                                 | ジャンル               | 制作局     | 放送日時                     | 主演                |
| -------------------------------------- | ---------------------- | ---------- | ---------------------------- | ------------------- |
| クロヒョウ2 龍が如く 阿修羅編          | 犯罪ドラマ             | 毎日放送   | 月曜0:50 - 1:20 （日曜深夜） | 斎藤工              |
| ハンチョウ5〜警視庁安積班〜            | 刑事ドラマ             | TBS        | 月曜20:00 - 20:54            | 佐々木蔵之介        |
| 鍵のかかった部屋                       | 推理ドラマ             | フジテレビ | 月曜21:00 - 21:54            | 大野智              |
| 放課後はミステリーとともに             | ミステリードラマ       | TBS        | 火曜0:20 - 0:59 （月曜深夜） | 川口春奈            |
| スープカレー                           | ヒューマンドラマ       | HBC        | 火曜2:04 - 2:34 （月曜深夜） | TEAM NACS           |
| リーガル・ハイ                         | 法廷ものコメディー     | フジテレビ | 火曜21:00 - 21:54            | 堺雅人              |
| 37歳で医者になった僕〜研修医純情物語〜 | 医療ヒューマン         | 関西テレビ | 火曜22:00 - 22:54            | 草彅剛              |
| はつ恋                                 | 恋愛ドラマ             | NHK        | 火曜22:00 - 22:48            | 木村佳乃            |
| コドモ警察                             | 刑事コメディー         | 毎日放送   | 水曜0:55 - 1:25 （火曜深夜） | 鈴木福              |
| Answer〜警視庁検証捜査官               | 刑事ドラマ             | テレビ朝日 | 水曜21:00 - 21:54            | 観月ありさ          |
| クレオパトラな女たち                   | 医療ドラマ             | 日本テレビ | 水曜22:00 - 22:54            | 佐藤隆太            |
| 新・おみやさん                         | 刑事ミステリー         | テレビ朝日 | 木曜20:00 - 20:54            | 渡瀬恒彦            |
| Wの悲劇                                | サスペンス推理         | テレビ朝日 | 木曜21:00 - 21:54            | 武井咲              |
| パパドル!                              | パロディドラマ         | TBS        | 木曜21:00 - 21:54            | 錦戸亮              |
| カエルの王女さま                       | 音楽ドラマ             | フジテレビ | 木曜22:00 - 22:54            | 天海祐希            |
| たぶらかし-代行女優業・マキ-           | ミステリードラマ       | 読売テレビ | 木曜23:58 - 翌0:38           | 谷村美月            |
| もう一度君に、プロポーズ               | ホームドラマ           | TBS        | 金曜22:00 - 22:54            | 竹野内豊            |
| 都市伝説の女                           | 刑事コメディー         | テレビ朝日 | 金曜23:15 - 翌0:15           | 長澤まさみ          |
| クローバー                             | 学園ドラマ             | テレビ東京 | 土曜0:12 - 0:53 （金曜深夜） | 賀来賢人            |
| D×TOWN                                 | オムニバスドラマ       | テレビ東京 | 土曜1:23 - 1:53 （金曜深夜） | D-BOYS              |
| 三毛猫ホームズの推理                   | 推理ドラマ             | 日本テレビ | 土曜21:00 - 21:54            | 相葉雅紀            |
| 未来日記-ANOTHER：WORLD-               | SF・ファンタジードラマ | フジテレビ | 土曜23:10 - 23:55            | 岡田将生            |
| 私立バカレア高校                       | 学園コメディー         | 日本テレビ | 日曜0:50 - 1:20 （土曜深夜） | ジャニーズJr. AKB48 |
| 平清盛                                 | 大河ドラマ             | NHK        | 日曜20:00 - 20:45            | 松山ケンイチ        |
| ATARU                                  | 刑事推理               | TBS        | 日曜21:00 - 21:54            | 中居正広            |
| 家族のうた                             | ホームドラマ           | フジテレビ | 日曜21:00 - 21:54            | オダギリジョー      |

| 作品名                                        | ジャンル                            | 制作局     | 放送日時                     | 主演 |
| --------------------------------------------- | ----------------------------------- | ---------- | ---------------------------- | --- |
| 浪花少年探偵団                                | 推理ドラマ                          | TBS        | 月曜20:00 - 20:54            | 多部未華子                                                                                               |
| リッチマン、プアウーマン                      | ロマンティック・コメディ 経済ドラマ | フジテレビ | 月曜21:00 - 21:54            | 小栗旬                                                                                                   |
| 走馬灯株式会社                                | サイコスリラー                      | TBS        | 火曜0:20 - 0:59 （月曜深夜） | 香椎由宇                                                                                                 |
| 息もできない夏                                | サスペンスドラマ                    | フジテレビ | 火曜21:00 - 21:54            | 武井咲                                                                                                   |
| GTO                                           | 学園ドラマ                          | 関西テレビ | 火曜22:00 - 22:54            | AKIRA |
| つるかめ助産院〜南の島から〜                  | 医療ヒューマン                      | NHK        | 火曜22:00 - 22:48            | 仲里依紗                                                                                                 |
| 眠れる森の熟女                                | 恋愛ドラマ                          | NHK        | 火曜22:55 - 23:24            | 草刈民代                                                                                                 |
| ドラゴン青年団                                | 冒険コメディー                      | 毎日放送   | 水曜0:55 - 1:25 （火曜深夜） | 安田章大                                                                                                 |
| 警視庁捜査一課9係 第7シリーズ                 | 刑事ドラマ                          | テレビ朝日 | 水曜21:00 - 21:54            | 渡瀬恒彦                                                                                                 |
| トッカン-特別国税徴収官-                      | 経済ドラマ                          | 日本テレビ | 水曜22:00 - 22:54            | 井上真央                                                                                                 |
| 京都地検の女 第8シリーズ                      | 検事ドラマ                          | テレビ朝日 | 木曜20:00 - 20:54            | 名取裕子                                                                                                 |
| 遺留捜査 第2シリーズ                          | 刑事ドラマ                          | テレビ朝日 | 木曜21:00 - 21:54            | 上川隆也                                                                                                 |
| ビギナーズ!                                   | 警察学園ドラマ                      | TBS        | 木曜21:00 - 21:54            | 藤ヶ谷太輔                                                                                               |
| 東野圭吾ミステリーズ                          | ミステリードラマ                    | フジテレビ | 木曜22:00 - 22:54            | 唐沢寿明 坂口憲二 松下奈緒 観月ありさ 反町隆史 長澤まさみ 戸田恵梨香 三浦春馬 広末涼子 篠原涼子 鈴木京香 |
| VISION-殺しが見える女-                        | SFサスペンス                        | 読売テレビ | 木曜23:58 - 翌0:38           | 山田優                                                                                                   |
| 呪報2405 ワタシが死ぬ理由                     | ホラードラマ                        | 関西テレビ | 金曜1:00 - 1:30 （木曜深夜） | 高橋愛                                                                                                   |
| 戦国BASARA-MOONLIGHT PARTY-                   | 時代劇                              | 毎日放送   | 金曜1:25 - 1:55 （木曜深夜） | 林遣都 武田航平                                                                                          |
| 黒の女教師                                    | 学園サスペンス                      | TBS        | 金曜22:00 - 22:54            | 榮倉奈々                                                                                                 |
| ボーイズ・オン・ザ・ラン                      | ヒューマンコメディー                | テレビ朝日 | 金曜23:15 - 翌0:15           | 丸山隆平                                                                                                 |
| マジすか学園3                                 | アクションドラマ                    | テレビ東京 | 土曜0:12 - 0:53 （金曜深夜） | 島崎遥香                                                                                                 |
| ゴーストママ捜査線〜僕とママの不思議な100日〜 | 警察ファンタジー                    | 日本テレビ | 土曜21:00 - 21:54            | 仲間由紀恵                                                                                               |
| 主に泣いてます                                | 恋愛コメディ                        | フジテレビ | 土曜23:10 - 23:55            | 菜々緒                                                                                                   |
| スプラウト                                    | 学園恋愛ドラマ                      | 日本テレビ | 日曜0:50 - 1:20 （土曜深夜） | 知念侑李                                                                                                 |
| メグたんって魔法つかえるの?                   | ファンタジーコメディー              | 日本テレビ | 日曜1:20 - 1:35 （土曜深夜） | 小嶋陽菜                                                                                                 |
| 平清盛                                        | 大河ドラマ                          | NHK        | 日曜20:00 - 20:45            | 松山ケンイチ                                                                                             |
| サマーレスキュー〜天空の診療所〜              | 医療ドラマ                          | TBS        | 日曜21:00 - 21:54            | 向井理                                                                                                   |
| ビューティフルレイン                          | ホームヒューマン                    | フジテレビ | 日曜21:00 - 21:54            | 豊川悦司 芦田愛菜                                                                                        |

| 作品名                                       | ジャンル                 | 制作局     | 放送日時                     | 主演              |
| -------------------------------------------- | ------------------------ | ---------- | ---------------------------- | ----------------- |
| パーフェクト・ブルー                         | 推理ミステリー           | TBS        | 月曜20:00 - 20:54            | 瀧本美織          |
| PRICELESS〜あるわけねぇだろ、んなもん!〜     | 社会派ドラマ             | フジテレビ | 月曜21:00 - 21:54            | 木村拓哉          |
| イロドリヒムラ                               | オムニバスドラマ         | TBS        | 火曜0:20 - 0:59 （月曜深夜） | 日村勇紀          |
| 遅咲きのヒマワリ〜ボクの人生、リニューアル〜 | ヒューマンドラマ         | フジテレビ | 火曜21:00 - 21:54            | 生田斗真          |
| ゴーイング マイ ホーム                       | ホームファンタジー       | 関西テレビ | 火曜22:00 - 22:54            | 阿部寛            |
| シングルマザーズ                             | ホームドラマ             | NHK        | 火曜22:00 - 22:48            | 沢口靖子          |
| 恋するハエ女                                 | ロマンティック・コメディ | NHK        | 火曜22:55 - 23:24            | ミムラ            |
| 花のズボラ飯                                 | 料理ドラマ               | 毎日放送   | 水曜0:55 - 1:25 （火曜深夜） | 倉科カナ          |
| ガールズトーク〜十人のシスターたち〜         | オムニバスドラマ         | テレビ朝日 | 水曜1:51 - 2:21 （火曜深夜） |                   |
| 相棒11                                       | 刑事ドラマ               | テレビ朝日 | 水曜21:00 - 21:54            | 水谷豊            |
| 東京全力少女                                 | ホームコメディ           | 日本テレビ | 水曜22:00 - 22:54            | 武井咲            |
| 孤独のグルメ Season2                         | グルメドラマ             | テレビ東京 | 水曜23:58 - 翌0:45           | 松重豊            |
| シュガーレス                                 | 学園アクションドラマ     | 日本テレビ | 木曜1:29 - 1:59 （水曜深夜） | 白濱亜嵐          |
| 捜査地図の女                                 | 刑事ドラマ               | テレビ朝日 | 木曜20:00 - 20:54            | 真矢みき          |
| ドクターX〜外科医・大門未知子〜              | 医療ドラマ               | テレビ朝日 | 木曜21:00 - 21:54            | 米倉涼子          |
| レジデント〜5人の研修医                      | 医療ドラマ               | TBS        | 木曜21:00 - 21:54            | 仲里依紗          |
| 結婚しない                                   | 恋愛ドラマ               | フジテレビ | 木曜22:00 - 22:54            | 菅野美穂 天海祐希 |
| 赤川次郎原作 毒<ポイズン>                    | 犯罪サスペンス           | 読売テレビ | 木曜23:58 - 翌0:38           | 綾部祐二          |
| ピロートーク〜ベッドの思惑〜                 | コメディドラマ           | 関西テレビ | 金曜1:00 - 1:30 （木曜深夜） | 田畑智子          |
| 大奥〜誕生［有功・家光篇］                   | 時代劇                   | TBS        | 金曜22:00 - 22:54            | 堺雅人            |
| 匿名探偵                                     | 推理ドラマ               | テレビ朝日 | 金曜23:15 - 翌0:15           | 高橋克典          |
| 勇者ヨシヒコと悪霊の鍵                       | 冒険コメディ             | テレビ東京 | 土曜0:12 - 0:53 （金曜深夜） | 山田孝之          |
| 好好!キョンシーガール〜東京電視台戦記〜      | パロディドラマ           | テレビ東京 | 土曜0:52 - 1:23 （金曜深夜） | 川島海荷          |
| 悪夢ちゃん                                   | SF・ファンタジードラマ   | 日本テレビ | 土曜21:00 - 21:54            | 北川景子          |
| 高校入試                                     | 学園ミステリー           | フジテレビ | 土曜23:10 - 23:55            | 長澤まさみ        |
| Piece                                        | 恋愛ミステリー           | 日本テレビ | 日曜0:55 - 1:25 （土曜深夜） | 中山優馬          |
| 平清盛                                       | 大河ドラマ               | NHK        | 日曜20:00 - 20:45            | 松山ケンイチ      |
| MONSTERS                                     | 刑事ドラマ               | TBS        | 日曜21:00 - 21:54            | 香取慎吾 山下智久 |
| TOKYOエアポート〜東京空港管制保安部〜        | 空港ドラマ               | フジテレビ | 日曜21:00 - 21:54            | 深田恭子          |

## 2013年
| 作品名                               | ジャンル           | 制作局     | 放送日時                     | 主演            |
| ------------------------------------ | ------------------ | ---------- | ---------------------------- | --------------- |
| ハンチョウ6〜警視庁安積班〜          | 刑事ドラマ         | TBS        | 月曜20:00 - 20:54            | 佐々木蔵之介    |
| ビブリア古書堂の事件手帖             | ミステリードラマ   | フジテレビ | 月曜21:00 - 21:54            | 剛力彩芽        |
| 終電バイバイ                         | オムニバスドラマ   | TBS        | 火曜0:20 - 0:59 （月曜深夜） | 濱田岳          |
| ラストホープ                         | 医療ドラマ         | フジテレビ | 火曜21:00 - 21:54            | 相葉雅紀        |
| サキ                                 | サスペンスドラマ   | 関西テレビ | 火曜22:00 - 22:54            | 仲間由紀恵      |
| いつか陽のあたる場所で               | ヒューマンドラマ   | NHK        | 火曜22:00 - 22:48            | 上戸彩 飯島直子 |
| 書店員ミチルの身の上話               | サスペンスドラマ   | NHK        | 火曜22:55 - 23:24            | 戸田恵梨香      |
| コドモ警視                           | 刑事ドラマ         | 毎日放送   | 水曜0:55 - 1:25 （火曜深夜） | マリウス葉      |
| ガールズトーク〜十人のシスターたち〜 | オムニバスドラマ   | テレビ朝日 | 水曜1:51 - 2:21 （火曜深夜） |                 |
| 相棒11                               | 刑事ドラマ         | テレビ朝日 | 水曜21:00 - 21:54            | 水谷豊          |
| シェアハウスの恋人                   | ラブコメディー     | 日本テレビ | 水曜22:00 - 22:54            | 水川あさみ      |
| 科捜研の女 第12シリーズ              | サスペンスドラマ   | テレビ朝日 | 木曜20:00 - 20:54            | 沢口靖子        |
| おトメさん                           | ホームドラマ       | テレビ朝日 | 木曜21:00 - 21:54            | 黒木瞳          |
| あぽやん〜走る国際空港               | 空港ドラマ         | TBS        | 木曜21:00 - 21:54            | 伊藤淳史        |
| 最高の離婚                           | ヒューマンドラマ   | フジテレビ | 木曜22:00 - 22:54            | 瑛太            |
| お助け屋☆陣八                        | 人間ドラマ         | 読売テレビ | 木曜23:58 - 翌0:38           | 宮川大輔        |
| ヨメ代行はじめました。               | ホームドラマ       | 関西テレビ | 金曜1:00 - 1:30 （木曜深夜） | 松山メアリ      |
| 夜行観覧車                           | サスペンスドラマ   | TBS        | 金曜22:00 - 22:54            | 鈴木京香        |
| 信長のシェフ                         | SF歴史ドラマ       | テレビ朝日 | 金曜23:15 - 翌0:15           | 玉森裕太        |
| まほろ駅前番外地                     | 人間ドラマ         | テレビ東京 | 土曜0:12 - 0:53 （金曜深夜） | 瑛太 松田龍平   |
| ミエリーノ柏木                       | 恋愛ドラマ         | テレビ東京 | 土曜0:52 - 1:23 （金曜深夜） | 柏木由紀        |
| 泣くな、はらちゃん                   | ファンタジードラマ | 日本テレビ | 土曜21:00 - 21:54            | 長瀬智也        |
| カラマーゾフの兄弟                   | サスペンスドラマ   | フジテレビ | 土曜23:10 - 23:55            | 市原隼人        |
| 心療中-in the Room-                  | 人間ドラマ         | 日本テレビ | 日曜0:50 - 1:20 （土曜深夜） | 稲垣吾郎        |
| 八重の桜                             | 大河ドラマ         | NHK        | 日曜20:00 - 20:45            | 綾瀬はるか      |
| とんび                               | ホームヒューマン   | TBS        | 日曜21:00 - 21:54            | 内野聖陽        |
| dinner                               | 料理ドラマ         | フジテレビ | 日曜21:00 - 21:54            | 江口洋介        |

| 作品名                               | ジャンル             | 制作局     | 放送日時                     | 主演              |
| ------------------------------------ | -------------------- | ---------- | ---------------------------- | ----------------- |
| 確証〜警視庁捜査3課                  | 刑事ドラマ           | TBS        | 月曜20:00 - 20:54            | 高橋克実 榮倉奈々 |
| ガリレオ 第2シーズン                 | 推理ドラマ           | フジテレビ | 月曜21:00 - 21:54            | 福山雅治          |
| 放課後グルーヴ                       | 学園ドラマ           | TBS        | 火曜0:28 - 1:07 （月曜深夜） | 高梨臨            |
| 鴨、京都へ行く。-老舗旅館の女将日記- | コメディドラマ       | フジテレビ | 火曜21:00 - 21:54            | 松下奈緒          |
| 幽かな彼女                           | ファンタジーコメディ | 関西テレビ | 火曜22:00 - 22:54            | 香取慎吾          |
| 第二楽章                             | 音楽恋愛ドラマ       | NHK        | 火曜22:00 - 22:48            | 羽田美智子        |
| クロユリ団地〜序章〜                 | ホラードラマ         | TBS        | 水曜2:28 - 2:58 （火曜深夜） |                   |
| 遺留捜査 第3シリーズ                 | 刑事ドラマ           | テレビ朝日 | 水曜21:00 - 21:54            | 上川隆也          |
| 雲の階段                             | 医療恋愛ドラマ       | 日本テレビ | 水曜22:00 - 22:54            | 長谷川博己        |
| 家族ゲーム                           | ホームサスペンス     | フジテレビ | 水曜22:00 - 22:54            | 櫻井翔            |
| めしばな刑事タチバナ                 | グルメドラマ         | テレビ東京 | 水曜23:58 - 翌0:45           | 佐藤二朗          |
| 刑事110キロ                          | 刑事コメディ         | テレビ朝日 | 木曜20:00 - 20:54            | 石塚英彦          |
| ダブルス〜二人の刑事                 | 刑事ドラマ           | テレビ朝日 | 木曜21:00 - 21:54            | 伊藤英明 坂口憲二 |
| 潜入探偵トカゲ                       | 推理アクション       | TBS        | 木曜21:00 - 21:54            | 松田翔太          |
| ラスト♡シンデレラ                    | 恋愛ドラマ           | フジテレビ | 木曜22:00 - 22:54            | 篠原涼子          |
| でたらめヒーロー                     | ホームドラマ         | 読売テレビ | 木曜23:58 - 翌0:38           | 佐藤隆太          |
| タンクトップファイター               | アクションサスペンス | 毎日放送   | 金曜0:58 - 1:28 （木曜深夜） | 小野恵令奈        |
| TAKE FIVE〜俺たちは愛を盗めるか〜    | 犯罪ドラマ           | TBS        | 金曜22:00 - 22:54            | 唐沢寿明          |
| お天気お姉さん                       | 推理ドラマ           | テレビ朝日 | 金曜23:15 - 翌0:15           | 武井咲            |
| みんな!エスパーだよ!                 | SFコメディ           | テレビ東京 | 土曜0:12 - 0:53 （金曜深夜） | 染谷将太          |
| ヴァンパイア・ヘヴン                 | ファンタジー恋愛     | テレビ東京 | 土曜0:52 - 1:23 （金曜深夜） | 大政絢            |
| 35歳の高校生                         | 学園ドラマ           | 日本テレビ | 土曜21:00 - 21:54            | 米倉涼子          |
| 間違われちゃった男                   | コメディドラマ       | フジテレビ | 土曜23:10 - 23:55            | 古田新太          |
| BAD BOYS J                           | アクションドラマ     | 日本テレビ | 日曜0:50 - 1:20 （土曜深夜） | 中島健人          |
| 八重の桜                             | 大河ドラマ           | NHK        | 日曜20:00 - 20:45            | 綾瀬はるか        |
| 空飛ぶ広報室                         | 人間ドラマ           | TBS        | 日曜21:00 - 21:54            | 新垣結衣          |

| 作品名                        | ジャンル             | 制作局       | 放送日時                     | 主演                |
| ----------------------------- | -------------------- | ------------ | ---------------------------- | ------------------- |
| 名もなき毒                    | ミステリードラマ     | TBS          | 月曜20:00 - 20:54            | 小泉孝太郎          |
| SUMMER NUDE                   | 恋愛ドラマ           | フジテレビ   | 月曜21:00 - 21:54            | 山下智久            |
| 天魔さんがゆく                | ホラーコメディ       | TBS          | 火曜0:28 - 1:07 （月曜深夜） | 堂本剛              |
| 超絶☆絶叫ランド               | ホラードラマ         | 中部日本放送 | 火曜2:42 - 3:12 （月曜深夜） | SUPER☆GiRLS         |
| 救命病棟24時 第5シリーズ      | 医療ドラマ           | フジテレビ   | 火曜21:00 - 21:54            | 松嶋菜々子          |
| スターマン・この星の恋        | ホーム恋愛           | 関西テレビ   | 火曜22:00 - 22:54            | 広末涼子            |
| 激流〜私を憶えていますか?〜   | ミステリードラマ     | NHK          | 火曜22:00 - 22:48            | 田中麗奈            |
| ぶっせん                      | 学園コメディー       | TBS          | 水曜2:28 - 2:58 （火曜深夜） | 吉沢亮              |
| 警視庁捜査一課9係 第8シリーズ | 刑事ドラマ           | テレビ朝日   | 水曜21:00 - 21:54            | 渡瀬恒彦 井ノ原快彦 |
| Woman                         | ヒューマンドラマ     | 日本テレビ   | 水曜22:00 - 22:54            | 満島ひかり          |
| ショムニ2013                  | コメディドラマ       | フジテレビ   | 水曜22:00 - 22:54            | 江角マキコ          |
| 孤独のグルメ Season3          | グルメドラマ         | テレビ東京   | 水曜23:58 - 翌0:45           | 松重豊              |
| フレネミー 〜どぶねずみの街〜 | クライムサスペンス   | 日本テレビ   | 木曜1:29 - 1:59 （水曜深夜） | SHOKICHI NAOTO      |
| 京都地検の女 第9シリーズ      | 検事ドラマ           | テレビ朝日   | 木曜19:58 - 20:54            | 名取裕子            |
| DOCTORS2 最強の名医           | 医療ドラマ           | テレビ朝日   | 木曜21:00 - 21:54            | 沢村一樹            |
| ぴんとこな                    | 恋愛ドラマ           | TBS          | 木曜21:00 - 21:54            | 玉森裕太            |
| Oh,My Dad!!                   | ホームドラマ         | フジテレビ   | 木曜22:00 - 22:54            | 織田裕二            |
| 町医者ジャンボ!!              | 医療ドラマ           | 読売テレビ   | 木曜23:58 - 翌0:38           | 眞木大輔 忽那汐里   |
| 悪霊病棟                      | ホラードラマ         | 毎日放送     | 金曜0:58 - 1:28 （木曜深夜） | 夏帆                |
| なるようになるさ。            | ホームドラマ         | TBS          | 金曜22:00 - 22:54            | 舘ひろし 浅野温子   |
| 警部補 矢部謙三2              | 刑事ドラマ           | テレビ朝日   | 金曜23:15 - 翌0:15           | 生瀬勝久            |
| リミット                      | サバイバルサスペンス | テレビ東京   | 土曜0:12 - 0:53 （金曜深夜） | 桜庭ななみ          |
| たべるダケ                    | グルメドラマ         | テレビ東京   | 土曜0:52 - 1:23 （金曜深夜） | 後藤まりこ          |
| 斉藤さん2                     | 学園ドラマ           | 日本テレビ   | 土曜21:00 - 21:54            | 観月ありさ          |
| 山田くんと7人の魔女           | 人間ドラマ           | フジテレビ   | 土曜23:10 - 23:55            | 西内まりや          |
| 仮面ティーチャー              | 学園ドラマ           | 日本テレビ   | 日曜0:50 - 1:20 （土曜深夜） | 藤ヶ谷太輔          |
| リアル脱出ゲーム 密室美少女   | ミステリードラマ     | テレビ東京   | 日曜0:50 - 1:15 （土曜深夜） |                     |
| 八重の桜                      | 大河ドラマ           | NHK          | 日曜20:00 - 20:45            | 綾瀬はるか          |
| 半沢直樹                      | 経済ドラマ           | TBS          | 日曜21:00 - 21:54            | 堺雅人              |

| 作品名                                | ジャンル                            | 制作局     | 放送日時                     | 主演              |
| ------------------------------------- | ----------------------------------- | ---------- | ---------------------------- | ----------------- |
| 刑事のまなざし                        | 刑事ドラマ                          | TBS        | 月曜20:00 - 20:54            | 椎名桔平          |
| 海の上の診療所                        | 医療恋愛ドラマ                      | フジテレビ | 月曜21:00 - 21:54            | 松田翔太          |
| 変身インタビュアーの憂鬱              | 推理コメディ                        | TBS        | 火曜0:28 - 1:07 （月曜深夜） | 中丸雄一          |
| ミス・パイロット                      | 空港ドラマ                          | フジテレビ | 火曜21:00 - 21:54            | 堀北真希          |
| よろず占い処 陰陽屋へようこそ         | 人間ドラマ                          | 関西テレビ | 火曜22:00 - 22:54            | 錦戸亮            |
| 相棒12                                | 刑事ドラマ                          | テレビ朝日 | 水曜21:00 - 21:54            | 水谷豊            |
| ダンダリン 労働基準監督官             | 経済ドラマ                          | 日本テレビ | 水曜22:00 - 23:00            | 竹内結子          |
| リーガルハイ                          | 法廷ものコメディー                  | フジテレビ | 水曜22:00 - 22:54            | 堺雅人            |
| 科捜研の女 第13シリーズ               | サスペンスドラマ                    | テレビ朝日 | 木曜19:58 - 20:54            | 沢口靖子          |
| ドクターX〜外科医・大門未知子〜       | 医療ドラマ                          | テレビ朝日 | 木曜21:00 - 21:54            | 米倉涼子          |
| 夫のカノジョ                          | ホームコメディ                      | TBS        | 木曜21:00 - 21:54            | 川口春奈          |
| 独身貴族                              | ロマンティック・コメディ            | フジテレビ | 木曜22:00 - 22:54            | 草彅剛            |
| ハクバノ王子サマ 純愛適齢期           | 恋愛ドラマ                          | 読売テレビ | 木曜23:58 - 翌0:38           | 優香              |
| 彼岸島                                | サバイバルホラー                    | 毎日放送   | 金曜0:58 - 1:28 （木曜深夜） | 白石隼也 鈴木亮平 |
| 家族の裏事情                          | ホームドラマ                        | フジテレビ | 金曜19:57 - 20:54            | 財前直見 沢村一樹 |
| 刑事吉永誠一 涙の事件簿               | 刑事ミステリー                      | テレビ東京 | 金曜19:58 - 20:54            | 船越英一郎        |
| クロコーチ                            | クライム・サスペンス                | TBS        | 金曜22:00 - 22:54            | 長瀬智也          |
| 都市伝説の女 Part2                    | 刑事コメディー                      | テレビ朝日 | 金曜23:15 - 翌0:15           | 長澤まさみ        |
| 殺しの女王蜂                          | アクションサスペンス                | テレビ東京 | 土曜0:12 - 0:52 （金曜深夜） | モデルガールズ    |
| ノーコン・キッド 〜ぼくらのゲーム史〜 | 人間ドラマ                          | テレビ東京 | 土曜0:52 - 1:23 （金曜深夜） | 田中圭            |
| 東京バンドワゴン〜下町大家族物語      | ホームドラマ                        | 日本テレビ | 土曜21:00 - 21:54            | 亀梨和也          |
| ハニー・トラップ                      | スパイドラマ                        | フジテレビ | 土曜23:10 - 23:55            | AKIRA             |
| 東京トイボックス                      | 会社ドラマ                          | テレビ東京 | 土曜23:55 - 翌0:20           | 要潤              |
| 49                                    | 学園ファンタジー                    | 日本テレビ | 日曜0:50 - 1:20 （土曜深夜） | 佐藤勝利          |
| 裁判長っ!おなか空きました!            | 法廷もの シチュエーション・コメディ | 日本テレビ | 日曜1:20 - 1:35 （土曜深夜） | 北山宏光          |
| 八重の桜                              | 大河ドラマ                          | NHK        | 日曜20:00 - 20:45            | 綾瀬はるか        |
| 安堂ロイド〜A.I. knows LOVE?〜        | SFドラマ                            | TBS        | 日曜21:00 - 21:54            | 木村拓哉          |

## 2014年
| 作品名                                         | ジャンル           | 制作局     | 放送日時                     | 主演                     |
| ---------------------------------------------- | ------------------ | ---------- | ---------------------------- | ------------------------ |
| 隠蔽捜査                                       | 刑事ドラマ         | TBS        | 月曜20:00 - 20:54            | 杉本哲太 古田新太        |
| 失恋ショコラティエ                             | 恋愛ドラマ         | フジテレビ | 月曜21:00 - 21:54            | 松本潤                   |
| ダークシステム 恋の王座決定戦                  | 恋愛ドラマ         | TBS        | 火曜0:28 - 1:07 （月曜深夜） | 八乙女光                 |
| 恋文日和                                       | 恋愛ドラマ         | 日本テレビ | 火曜1:29 - 1:59 （月曜深夜） | E-girls                  |
| 福家警部補の挨拶                               | 刑事ドラマ         | フジテレビ | 火曜21:00 - 21:54            | 檀れい                   |
| チーム・バチスタ4 螺鈿迷宮                     | 医療ミステリー     | 関西テレビ | 火曜22:00 - 22:54            | 伊藤淳史                 |
| 紙の月                                         | サスペンスドラマ   | NHK        | 火曜22:00 - 22:48            | 原田知世                 |
| 相棒12                                         | 刑事ドラマ         | テレビ朝日 | 水曜21:00 - 21:54            | 水谷豊                   |
| 明日、ママがいない                             | ヒューマンドラマ   | 日本テレビ | 水曜22:00 - 23:00            | 芦田愛菜                 |
| 僕のいた時間                                   | ヒューマンドラマ   | フジテレビ | 水曜22:00 - 22:54            | 三浦春馬                 |
| 科捜研の女 第13シリーズ                        | サスペンスドラマ   | テレビ朝日 | 木曜19:58 - 20:54            | 沢口靖子                 |
| 緊急取調室                                     | 刑事ドラマ         | テレビ朝日 | 木曜21:00 - 21:54            | 天海祐希                 |
| Dr.DMAT                                        | 医療サスペンス     | TBS        | 木曜21:00 - 21:54            | 大倉忠義                 |
| 医龍4〜Team Medical Dragon〜                   | 医療ドラマ         | フジテレビ | 木曜22:00 - 22:54            | 坂口憲二                 |
| 慰謝料弁護士〜あなたの涙、お金に変えましょう〜 | 裁判ドラマ         | 読売テレビ | 木曜23:59 - 翌0:54           | 田中直樹                 |
| 闇金ウシジマくん Season2                       | 犯罪ドラマ         | 毎日放送   | 金曜0:58 - 1:28 （木曜深夜） | 山田孝之                 |
| 天誅〜闇の仕置人〜                             | SFサスペンスドラマ | フジテレビ | 金曜19:57 - 20:54            | 小野ゆり子               |
| 三匹のおっさん                                 | 人間ドラマ         | テレビ東京 | 金曜19:58 - 20:54            | 北大路欣也               |
| 夜のせんせい                                   | 学園ドラマ         | TBS        | 金曜22:00 - 22:54            | 観月ありさ               |
| 私の嫌いな探偵                                 | 推理ドラマ         | テレビ朝日 | 金曜23:15 - 翌0:15           | 剛力彩芽                 |
| なぞの転校生                                   | SFドラマ           | テレビ東京 | 土曜0:12 - 0:52 （金曜深夜） | 中村蒼 本郷奏多 桜井美南 |
| ウレロ☆未体験少女                              |                    | テレビ東京 | 土曜0:52 - 1:23 （金曜深夜） | 劇団ひとり               |
| 戦力外捜査官                                   | 刑事ドラマ         | 日本テレビ | 土曜21:00 - 21:54            | 武井咲                   |
| ロストデイズ                                   | 恋愛サスペンス     | フジテレビ | 土曜23:10 - 23:55            | 瀬戸康史                 |
| 大東京トイボックス                             | 会社ドラマ         | テレビ東京 | 土曜23:55 - 翌0:20           | 足立梨花                 |
| SHARK                                          | 音楽ドラマ         | 日本テレビ | 日曜0:50 - 1:20 （金曜深夜） | 平野紫耀                 |
| 軍師官兵衛                                     | 大河ドラマ         | NHK        | 日曜20:00 - 20:45            | 岡田准一                 |
| S -最後の警官-                                 | 警察ドラマ         | TBS        | 日曜21:00 - 21:54            | 向井理                   |

| 作品名                                               | ジャンル           | 制作局     | 放送日時                     | 主演                         |
| ---------------------------------------------------- | ------------------ | ---------- | ---------------------------- | ---------------------------- |
| ホワイト・ラボ〜警視庁特別科学捜査班〜               | 刑事ドラマ         | TBS        | 月曜20:00 - 20:54            | 北村一輝                     |
| 極悪がんぼ                                           | 金融ドラマ         | フジテレビ | 月曜21:00 - 21:54            | 尾野真千子                   |
| ビター・ブラッド                                     | 刑事ドラマ         | フジテレビ | 火曜21:00 - 21:54            | 佐藤健                       |
| なるようになるさ。 シーズン2                         | ホームドラマ       | TBS        | 火曜22:00 - 22:54            | 舘ひろし                     |
| ブラック・プレジデント                               | 人間ドラマ         | 関西テレビ | 火曜22:00 - 22:54            | 沢村一樹                     |
| サイレント・プア                                     | ヒューマンドラマ   | NHK        | 火曜22:00 - 22:48            | 深田恭子                     |
| 新解釈・日本史                                       | 歴史ドラマ         | 毎日放送   | 水曜1:11 - 1:41 （火曜深夜） | ムロツヨシ                   |
| TEAM -警視庁特別犯罪捜査本部-                        | 刑事ドラマ         | テレビ朝日 | 水曜21:00 - 21:54            | 小澤征悦                     |
| 花咲舞が黙ってない                                   | オフィスドラマ     | 日本テレビ | 水曜22:00 - 23:00            | 杏                           |
| SMOKING GUN〜決定的証拠〜                            | 刑事ドラマ         | フジテレビ | 水曜22:00 - 22:54            | 香取慎吾                     |
| 俺のダンディズム                                     | ダンディズムドラマ | テレビ東京 | 水曜23:58 - 翌0:45           | 滝藤賢一                     |
| 刑事110キロ シーズン2                                | 刑事ドラマ         | テレビ朝日 | 木曜19:58 - 20:54            | 石塚英彦                     |
| BORDER 警視庁捜査一課殺人犯捜査第4係                 | 刑事ドラマ         | テレビ朝日 | 木曜21:00 - 21:54            | 小栗旬                       |
| MOZU Season1〜百舌の叫ぶ夜〜                         | 刑事ドラマ         | TBS        | 木曜21:00 - 21:54            | 西島秀俊                     |
| 続・最後から二番目の恋                               | 恋愛ドラマ         | フジテレビ | 木曜22:00 - 22:54            | 小泉今日子 中井貴一          |
| リアル脱出ゲームTV                                   |                    | TBS        | 木曜23:53 - 翌0:38           | バカリズム                   |
| トクボウ 警察庁特殊防犯課                            | 刑事ドラマ         | 読売テレビ | 木曜23:59 - 翌0:54           | 伊原剛志                     |
| マルホの女〜保険犯罪調査員〜                         | 推理ドラマ         | テレビ東京 | 金曜19:58 - 20:54            | 名取裕子                     |
| アリスの棘                                           | 復讐ドラマ         | TBS        | 金曜22:00 - 22:54            | 上野樹里                     |
| 死神くん                                             | ハートフルドラマ   | テレビ朝日 | 金曜23:15 - 翌0:15           | 大野智                       |
| リバースエッジ 大川端探偵社                          | 推理ドラマ         | テレビ東京 | 土曜0:12 - 0:52 （金曜深夜） | オダギリジョー               |
| セーラーゾンビ                                       | 青春ホラードラマ   | テレビ東京 | 土曜0:52 - 1:23 （金曜深夜） | 大和田南那 川栄李奈 高橋朱里 |
| 弱くても勝てます〜青志先生とへっぽこ高校球児の野望〜 | 学園ドラマ         | 日本テレビ | 土曜21:00 - 21:54            | 二宮和也                     |
| ロング・グッドバイ                                   |                    | NHK        | 土曜21:00 - 21:58            | 浅野忠信                     |
| ファースト・クラス                                   | 女性ドラマ         | フジテレビ | 土曜23:10 - 23:55            | 沢尻エリカ                   |
| SHARK〜2nd Season〜                                  |                    | 日本テレビ | 日曜0:50 - 1:20 （土曜深夜） | 重岡大毅                     |
| 軍師官兵衛                                           | 大河ドラマ         | NHK        | 日曜20:00 - 20:45            | 岡田准一                     |
| ルーズヴェルト・ゲーム                               | 企業スポーツドラマ | TBS        | 日曜21:00 - 21:54            | 唐沢寿明                     |

| 作品名                                     | ジャンル                       | 制作局     | 放送日時                     | 主演                                                                                  |
| ------------------------------------------ | ------------------------------ | ---------- | ---------------------------- | ------------------------------------------------------------------------------------- |
| ペテロの葬列                               | ミステリードラマ               | TBS        | 月曜20:00 - 20:54            | 小泉孝太郎                                                                            |
| HERO                                       | 検事ドラマ                     | フジテレビ | 月曜21:00 - 21:54            | 木村拓哉                                                                              |
| あすなろ三三七拍子                         | 青春ドラマ                     | フジテレビ | 火曜21:00 - 21:54            | 柳葉敏郎                                                                              |
| GTO                                        | 学園ドラマ                     | 関西テレビ | 火曜22:00 - 22:54            | AKIRA                                                                                 |
| 東京スカーレット〜警視庁NS係               | 刑事ドラマ                     | TBS        | 火曜22:00 - 22:54            | 水川あさみ                                                                            |
| 聖女                                       | 恋愛サスペンスドラマ           | NHK        | 火曜22:00 - 22:48            | 広末涼子                                                                              |
| おわこんTV                                 | 業界ドラマ                     | NHK        | 火曜23:15 - 23:45            | 千葉真一                                                                              |
| アゲイン!!                                 | 青春ドラマ                     | 毎日放送   | 水曜1:11 - 1:41 （火曜深夜） | 藤井流星                                                                              |
| 警視庁捜査一課9係 Season9                  | 刑事ドラマ                     | テレビ朝日 | 水曜21:00 - 21:54            | 渡瀬恒彦                                                                              |
| ST 赤と白の捜査ファイル                    | 刑事ドラマ                     | 日本テレビ | 水曜22:00 - 23:00            | 藤原竜也 岡田将生                                                                     |
| 若者たち2014                               | 青春ドラマ                     | フジテレビ | 水曜22:00 - 22:54            | 妻夫木聡                                                                              |
| 孤独のグルメ Season4                       | 料理ドラマ                     | テレビ東京 | 水曜23:58 - 翌0:45           | 松重豊                                                                                |
| 信長のシェフ Part2                         | 戦国ドラマ                     | テレビ朝日 | 木曜19:58 - 20:54            | 玉森裕太                                                                              |
| ゼロの真実〜監察医・松本真央〜             | ミステリードラマ               | テレビ朝日 | 木曜21:00 - 21:54            | 武井咲                                                                                |
| 同窓生〜人は、三度、恋をする〜             | 恋愛ドラマ                     | TBS        | 木曜21:00 - 21:54            | 井浦新                                                                                |
| 昼顔〜平日午後3時の恋人たち〜              | 恋愛ドラマ                     | フジテレビ | 木曜22:00 - 22:54            | 上戸彩                                                                                |
| 獣医さん、事件ですよ                       | ミステリードラマ               | 読売テレビ | 木曜23:59 - 翌0:54           | 陣内孝則                                                                              |
| ラスト・ドクター〜監察医アキタの検死報告〜 | ミステリードラマ               | テレビ東京 | 金曜19:58 - 20:54            | 寺脇康文                                                                              |
| 家族狩り                                   | ホームドラマ・サスペンスドラマ | TBS        | 金曜22:00 - 22:54            | 松雪泰子                                                                              |
| 匿名探偵                                   | 推理ドラマ                     | テレビ朝日 | 金曜23:15 - 翌0:15           | 高橋克典                                                                              |
| アオイホノオ                               | コメディドラマ                 | テレビ東京 | 土曜0:12 - 0:52 （金曜深夜） | 柳楽優弥                                                                              |
| アラサーちゃん 無修正                      | エロティックドラマ             | テレビ東京 | 土曜0:52 - 1:23 （金曜深夜） | 壇蜜                                                                                  |
| 金田一少年の事件簿N（neo）                 | 推理ドラマ                     | 日本テレビ | 土曜21:00 - 21:54            | 山田涼介                                                                              |
| 水球ヤンキース                             | 青春ドラマ                     | フジテレビ | 土曜23:10 - 23:55            | 中島裕翔                                                                              |
| 近キョリ恋愛〜Season Zero〜                | 恋愛ドラマ                     | 日本テレビ | 日曜0:50 - 1:20 （土曜深夜） | 阿部顕嵐                                                                              |
| 軍師官兵衛                                 | 大河ドラマ                     | NHK        | 日曜20:00 - 20:45            | 岡田准一                                                                              |
| おやじの背中                               | オムニバスドラマ               | TBS        | 日曜21:00 - 21:54            | 田村正和 役所広司 西田敏行 渡瀬恒彦 堀北真希 尾野真千子 渡辺謙 大泉洋 内野聖陽 小林隆 |

| 作品名                                        | ジャンル             | 制作局     | 放送日時                     | 主演                |
| --------------------------------------------- | -------------------- | ---------- | ---------------------------- | ------------------- |
| SAKURA〜事件を聞く女〜                        | 刑事ドラマ           | TBS        | 月曜20:00 - 20:54            | 仲間由紀恵          |
| 信長協奏曲                                    | 歴史ドラマ           | フジテレビ | 月曜21:00 - 21:54            | 小栗旬              |
| すべてがFになる                               | サスペンスドラマ     | フジテレビ | 火曜21:00 - 21:54            | 武井咲 綾野剛       |
| 女はそれを許さない                            | 裁判ドラマ           | TBS        | 火曜22:00 - 22:54            | 深田恭子            |
| 素敵な選TAXI                                  | コメディードラマ     | 関西テレビ | 火曜22:00 - 22:54            | 竹野内豊            |
| さよなら私                                    |                      | NHK        | 火曜22:00 - 22:48            | 永作博美            |
| 深夜食堂3                                     | 料理ドラマ           | 毎日放送   | 水曜1:11 - 1:41 （火曜深夜） | 小林薫              |
| 相棒 season13                                 | 刑事ドラマ           | テレビ朝日 | 水曜21:00 - 21:54            | 水谷豊              |
| きょうは会社休みます。                        | 恋愛ドラマ           | 日本テレビ | 水曜22:00 - 23:00            | 綾瀬はるか          |
| ファーストクラス                              | 女性ドラマ           | フジテレビ | 水曜22:00 - 22:54            | 沢尻エリカ          |
| 科捜研の女 第14シリーズ                       | サスペンスドラマ     | テレビ朝日 | 木曜19:58 - 20:54            | 沢口靖子            |
| ドクターX〜外科医・大門未知子〜               | 医療ドラマ           | テレビ朝日 | 木曜21:00 - 21:54            | 米倉涼子            |
| MOZU Season2 〜幻の翼〜                       | 警察ドラマ           | TBS        | 木曜21:00 - 21:54            | 西島秀俊            |
| ママとパパが生きる理由。                      | ヒューマンドラマ     | TBS        | 木曜21:00 - 21:54            | 吹石一恵            |
| ディア・シスター                              | 女性ドラマ           | フジテレビ | 木曜22:00 - 22:54            | 石原さとみ 松下奈緒 |
| ビンタ!〜弁護士事務員ミノワが愛で解決します〜 | 裁判ドラマ           | 読売テレビ | 木曜23:59 - 翌0:54           | 松本利夫            |
| 新・刑事吉永誠一                              | 刑事ドラマ           | テレビ東京 | 金曜19:58 - 20:54            | 船越英一郎          |
| Nのために                                     | 純愛ミステリードラマ | TBS        | 金曜22:00 - 22:54            | 榮倉奈々            |
| 黒服物語                                      | 人間ドラマ           | テレビ朝日 | 金曜23:15 - 翌0:15           | 中島健人            |
| 玉川区役所 OF THE DEAD                        | ホラーコメディ       | テレビ東京 | 土曜0:12 - 0:52 （金曜深夜） | 林遣都              |
| 甲殻不動戦記 ロボサン                         | 特撮ドラマ           | テレビ東京 | 土曜0:52 - 1:23 （金曜深夜） | 私立恵比寿中学      |
| 地獄先生ぬ〜べ〜                              | 学園ドラマ           | 日本テレビ | 土曜21:00 - 21:54            | 丸山隆平            |
| 平成舞祭組男                                  |                      | 日本テレビ | 日曜0:50 - 1:20 （土曜深夜） | 舞祭組              |
| 軍師官兵衛                                    | 大河ドラマ           | NHK        | 日曜20:00 - 20:45            | 岡田准一            |
| ごめんね青春!                                 | 学園ドラマ           | TBS        | 日曜21:00 - 21:54            | 錦戸亮              |

## 2015年
| 作品名                                       | ジャンル               | 制作局     | 放送日時                     | 主演              |
| -------------------------------------------- | ---------------------- | ---------- | ---------------------------- | ----------------- |
| 警部補・杉山真太郎〜吉祥寺署事件ファイル     | 警察ドラマ             | TBS        | 月曜20:00 - 20:54            | 谷原章介          |
| デート〜恋とはどんなものかしら〜             | 恋愛ドラマ             | フジテレビ | 月曜21:00 - 21:54            | 杏                |
| 太鼓持ちの達人〜正しい××のほめ方〜           |                        | テレビ東京 | 月曜23:58 - 翌0:45           | 手塚とおる        |
| マジすか学園4                                | 学園ドラマ             | 日本テレビ | 火曜0:59 - 1:29 （月曜深夜） | 宮脇咲良 島崎遥香 |
| ゴーストライター                             |                        | フジテレビ | 火曜21:00 - 21:54            | 中谷美紀          |
| まっしろ                                     | 医療ドラマ             | TBS        | 火曜22:00 - 22:54            | 堀北真希          |
| 銭の戦争                                     | 復讐ドラマ             | 関西テレビ | 火曜22:00 - 22:54            | 草彅剛            |
| 全力離婚相談                                 |                        | NHK        | 火曜22:00 - 22:48            | 真矢みき          |
| 女くどき飯                                   |                        | 毎日放送   | 水曜1:11 - 1:41 （火曜深夜） | 貫地谷しほり      |
| 相棒 season13                                | 刑事ドラマ             | テレビ朝日 | 水曜21:00 - 21:54            | 水谷豊            |
| ○○妻                                         | 恋愛ドラマ             | 日本テレビ | 水曜22:00 - 23:00            | 柴咲コウ          |
| 残念な夫。                                   | ホームドラマ           | フジテレビ | 水曜22:00 - 22:54            | 玉木宏            |
| 出入禁止の女〜事件記者クロガネ〜             |                        | テレビ朝日 | 木曜19:58 - 20:54            | 観月ありさ        |
| DOCTORS3 最強の名医                          | 医療ドラマ             | テレビ朝日 | 木曜21:00 - 21:54            | 沢村一樹          |
| 美しき罠〜残花繚乱〜                         | 恋愛ドラマ             | TBS        | 木曜21:00 - 21:54            | 田中麗奈          |
| 問題のあるレストラン                         | グルメドラマ           | フジテレビ | 木曜22:00 - 22:54            | 真木よう子        |
| 五つ星ツーリスト〜最高の旅、ご案内します!!〜 |                        | 読売テレビ | 木曜23:59 - 翌0:54           | 渡辺直美          |
| 保育探偵25時〜花咲慎一郎は眠れない!!〜       |                        | テレビ東京 | 金曜19:58 - 20:54            | 山口智充          |
| ウロボロス〜この愛こそ、正義。               | 警察ドラマ             | TBS        | 金曜22:00 - 22:54            | 生田斗真          |
| セカンド・ラブ                               | 恋愛ドラマ             | テレビ朝日 | 金曜23:15 - 翌0:15           | 亀梨和也          |
| 怪奇恋愛作戦                                 | 恋愛ドラマ             | テレビ東京 | 土曜0:12 - 0:52 （金曜深夜） | 麻生久美子        |
| 山田孝之の東京都北区赤羽                     | ドキュメンタリードラマ | テレビ東京 | 土曜0:52 - 1:23 （金曜深夜） | 山田孝之          |
| 学校のカイダン                               | 学園ドラマ             | 日本テレビ | 土曜21:00 - 21:54            | 広瀬すず          |
| お兄ちゃん、ガチャ                           |                        | 日本テレビ | 日曜0:50 - 1:20 （土曜深夜） | 鈴木梨央 岸優太   |
| 流星ワゴン                                   |                        | TBS        | 日曜21:00 - 21:54            | 西島秀俊 香川照之 |

| 作品名                                    | ジャンル                 | 制作局     | 放送日時                     | 主演                |
| ----------------------------------------- | ------------------------ | ---------- | ---------------------------- | ------------------- |
| ようこそ、わが家へ                        | ホームドラマ             | フジテレビ | 月曜21:00 - 21:54            | 相葉雅紀            |
| 美女と男子                                |                          | NHK        | 火曜22:00 - 22:48            | 仲間由紀恵          |
| マザー・ゲーム〜彼女たちの階級〜          | ホームドラマ             | TBS        | 火曜22:00 - 22:54            | 木村文乃            |
| 戦う!書店ガール                           | オフィスドラマ           | 関西テレビ | 火曜22:00 - 22:54            | 渡辺麻友 稲森いずみ |
| REPLAY & DESTROY                          |                          | 毎日放送   | 水曜1:11 - 1:41（火曜深夜）  | 山田孝之            |
| 警視庁捜査一課9係 season10                | 刑事ドラマ               | テレビ朝日 | 水曜21:00 - 21:54            | 渡瀬恒彦            |
| Dr.倫太郎                                 | 医療ドラマ               | 日本テレビ | 水曜22:00 - 23:00            | 堺雅人              |
| 心がポキッとね                            | 恋愛ドラマ               | フジテレビ | 水曜22:00 - 22:54            | 阿部サダヲ          |
| 京都人情捜査ファイル                      | 刑事ドラマ               | テレビ朝日 | 木曜20:00 - 20:54            | 高橋克典            |
| アイムホーム                              | ホームドラマ             | テレビ朝日 | 木曜21:00 - 21:54            | 木村拓哉            |
| ヤメゴク〜ヤクザやめて頂きます〜          | 刑事ドラマ               | TBS        | 木曜21:00 - 21:54            | 大島優子            |
| 医師たちの恋愛事情                        | 医療ドラマ               | フジテレビ | 木曜22:00 - 22:54            | 斎藤工              |
| 恋愛時代                                  | 恋愛ドラマ               | 読売テレビ | 木曜23:59 - 翌0:54           | 比嘉愛未            |
| 三匹のおっさん2〜正義の味方、ふたたび!!〜 |                          | テレビ東京 | 金曜19:58 - 20:54            | 北大路欣也          |
| アルジャーノンに花束を                    |                          | TBS        | 金曜22:00 - 22:54            | 山下智久            |
| 天使と悪魔-未解決事件匿名交渉課-          | 推理ドラマ               | テレビ朝日 | 金曜23:15 - 翌0:15           | 剛力彩芽            |
| 不便な便利屋                              | 恋愛ドラマ               | テレビ東京 | 土曜0:12 - 0:52 （金曜深夜） | 岡田将生            |
| ドS刑事                                   | 刑事ドラマ               | 日本テレビ | 土曜21:00 - 21:54            | 多部未華子          |
| She                                       | 学園青春サスペンスドラマ | フジテレビ | 土曜23:40 - 翌0:05           | 松岡茉優            |
| 妄想彼女                                  |                          | フジテレビ | 土曜23:40 - 翌0:05           | 広瀬アリス          |
| ラーメン大好き小泉さん                    | グルメドラマ             | フジテレビ | 土曜23:40 - 翌0:05           | 早見あかり          |
| 天皇の料理番                              |                          | TBS        | 日曜21:00 - 21:54            | 佐藤健              |
| ワイルド・ヒーローズ                      |                          | 日本テレビ | 日曜22:30 - 23:25            | TAKAHIRO            |

| 作品名                              | ジャンル           | 制作局     | 放送日時                     | 主演                                                  |
| ----------------------------------- | ------------------ | ---------- | ---------------------------- | ----------------------------------------------------- |
| 恋仲                                | 恋愛ドラマ         | フジテレビ | 月曜21:00 - 21:54            | 福士蒼汰                                              |
| マジすか学園5                       | 学園ドラマ         | 日本テレビ | 火曜0:59 - 1:59 （月曜深夜） | 島崎遥香                                              |
| ホテルコンシェルジュ                | オフィスドラマ     | TBS        | 火曜22:00 - 22:54            | 西内まりや                                            |
| HEAT                                |                    | 関西テレビ | 火曜22:00 - 22:54            | AKIRA                                                 |
| シメシ                              | グルメドラマ       | 毎日放送   | 水曜1:11 - 1:41（火曜深夜）  | 村上淳                                                |
| となりの関くんとるみちゃんの事象    | 学園コメディドラマ | 毎日放送   | 水曜1:11 - 1:41（火曜深夜）  | となりの関くん：渡辺佑太朗 るみちゃんの事象：トミタ栞 |
| JKは雪女                            | 恋愛コメディドラマ | 毎日放送   | 水曜1:11 - 1:41（火曜深夜）  | 平祐奈                                                |
| 刑事7人                             | 刑事ドラマ         | テレビ朝日 | 水曜21:00 - 21:54            | 東山紀之                                              |
| 花咲舞が黙ってない （第2シリーズ）  | オフィスドラマ     | 日本テレビ | 水曜22:00 - 23:00            | 杏                                                    |
| リスクの神様                        | サスペンスドラマ   | フジテレビ | 水曜22:00 - 22:54            | 堤真一                                                |
| 最強のふたり〜京都府警 特別捜査班〜 | 刑事ドラマ         | テレビ朝日 | 木曜20:00 - 20:54            | 橋爪功 名取裕子                                       |
| エイジハラスメント                  | オフィスドラマ     | テレビ朝日 | 木曜21:00 - 21:54            | 武井咲                                                |
| 37.5℃の涙                           | ヒューマンドラマ   | TBS        | 木曜21:00 - 21:54            | 蓮佛美沙子                                            |
| 探偵の探偵                          | 推理ドラマ         | フジテレビ | 木曜22:00 - 22:54            | 北川景子                                              |
| 婚活刑事                            | 刑事ドラマ         | 読売テレビ | 木曜23:59 - 翌0:54           | 伊藤歩                                                |
| 僕らプレイボーイズ 熟年探偵社       | 推理ドラマ         | テレビ東京 | 金曜19:58 - 20:54            | 高橋克実                                              |
| 表参道高校合唱部!                   | 学園ドラマ         | TBS        | 金曜22:00 - 22:54            | 芳根京子                                              |
| 民王                                | 政治コメディドラマ | テレビ朝日 | 金曜23:15 - 翌0:15           | 遠藤憲一 菅田将暉                                     |
| 初森ベマーズ                        | スポーツドラマ     | テレビ東京 | 土曜0:12 - 0:52 （金曜深夜） | 乃木坂46                                              |
| ど根性ガエル                        | 人間ドラマ         | 日本テレビ | 土曜21:00 - 21:54            | 松山ケンイチ                                          |
| ブスと野獣                          | 恋愛ドラマ         | フジテレビ | 土曜23:40 - 翌0:05           | 矢本悠馬 ゆいP（おかずクラブ）                        |
| ナポレオンの村                      |                    | TBS        | 日曜21:00 - 21:54            | 唐沢寿明                                              |
| デスノート                          | サスペンスドラマ   | 日本テレビ | 日曜22:30 - 23:25            | 窪田正孝 山﨑賢人                                     |

| 作品名                                | ジャンル           | 制作局     | 放送日時                    | 主演                |
| ------------------------------------- | ------------------ | ---------- | --------------------------- | ------------------- |
| 5→9〜私に恋したお坊さん〜             | 恋愛ドラマ         | フジテレビ | 月曜21:00 - 21:54           | 石原さとみ          |
| 結婚式の前日に                        | 人間ドラマ         | TBS        | 火曜22:00 - 22:54           | 香里奈              |
| サイレーン 刑事×彼女×完全悪女         | 刑事ドラマ         | 関西テレビ | 火曜22:00 - 22:54           | 松坂桃李            |
| 監獄学園 -プリズンスクール-           | 学園ドラマ         | 毎日放送   | 水曜1:11 - 1:41（火曜深夜） | 中川大志            |
| 相棒 season14                         | 刑事ドラマ         | テレビ朝日 | 水曜21:00 - 21:54           | 水谷豊              |
| 偽装の夫婦                            | ホームドラマ       | 日本テレビ | 水曜22:00 - 23:00           | 天海祐希            |
| 無痛〜診える眼〜                      | 医療ドラマ         | フジテレビ | 水曜22:00 - 22:54           | 西島秀俊            |
| おかしの家                            | ヒューマンドラマ   | TBS        | 水曜23:53 - 翌0:23          | オダギリジョー      |
| HiGH&LOW〜THE STORY OF S.W.O.R.D.〜   | アクションドラマ   | 日本テレビ | 木曜1:29 - 1:59（水曜深夜） |                     |
| AKBホラーナイト アドレナリンの夜      | ホラードラマ       | テレビ朝日 | 木曜1:41 - 1:56（水曜深夜） |                     |
| 科捜研の女（第15シリーズ）            | 警察ドラマ         | テレビ朝日 | 木曜20:00 - 20:54           | 沢口靖子            |
| 遺産争族                              | ホームドラマ       | テレビ朝日 | 木曜21:00 - 21:54           | 向井理              |
| オトナ女子                            | 恋愛ドラマ         | フジテレビ | 木曜22:00 - 22:54           | 篠原涼子            |
| 青春探偵ハルヤ〜大人の悪を許さない!〜 | 推理ドラマ         | 読売テレビ | 木曜23:59 - 翌0:54          | 玉森裕太            |
| 釣りバカ日誌〜新入社員 浜崎伝助〜     | サラリーマンドラマ | テレビ東京 | 金曜20:00 - 20:54           | 濱田岳              |
| コウノドリ                            | 医療ドラマ         | TBS        | 金曜22:00 - 22:54           | 綾野剛              |
| サムライせんせい                      | コメディドラマ     | テレビ朝日 | 金曜23:15 - 翌0:15          | 錦戸亮              |
| 孤独のグルメ Season5                  | グルメドラマ       | テレビ東京 | 土曜0:12 - 0:52（金曜深夜） | 松重豊              |
| 馬子先輩の言う通り                    | 競馬ドラマ         | フジテレビ | 土曜0:40 - 1:10（金曜深夜） | 大野いと            |
| 掟上今日子の備忘録                    | 推理ドラマ         | 日本テレビ | 土曜21:00 - 21:54           | 新垣結衣            |
| テディ・ゴー!                         | 推理ドラマ         | フジテレビ | 土曜23:40 - 翌0:05          | 森川葵              |
| トランジットガールズ                  | ガールズラブドラマ | フジテレビ | 土曜23:40 - 翌0:05          | 伊藤沙莉 佐久間由衣 |
| いつかティファニーで朝食を            | グルメドラマ       | 日本テレビ | 日曜1:25 - 1:55（土曜深夜） | トリンドル玲奈      |
| 下町ロケット                          | 企業ドラマ         | TBS        | 日曜21:00 - 21:54           | 阿部寛              |
| エンジェル・ハート                    | アクションドラマ   | 日本テレビ | 日曜22:30 - 23:25           | 上川隆也            |

## 2016年
| 作品名                                      | ジャンル                     | 制作局     | 放送時間                                                 | 主演                |
| ------------------------------------------- | ---------------------------- | ---------- | -------------------------------------------------------- | ------------------- |
| いつかこの恋を思い出してきっと泣いてしまう  | 恋愛ドラマ                   | フジテレビ | 月曜21:00 - 21:54                                        | 有村架純 高良健吾   |
| 愛おしくて                                  | 恋愛ドラマ                   | NHK        | 火曜22:00 - 22:48                                        | 田中麗奈            |
| ダメな私に恋してください                    | 恋愛ドラマ                   | TBS        | 火曜22:00 - 22:54                                        | 深田恭子            |
| お義父さんと呼ばせて                        | ホームドラマ                 | 関西テレビ | 火曜22:00 - 22:54                                        | 遠藤憲一 渡部篤郎   |
| 女くどき飯Season2                           | グルメドラマ                 | 毎日放送   | 水曜1:11 - 1:41（火曜深夜）                              | 貫地谷しほり        |
| 神奈川県厚木市 ランドリー茅ヶ崎             | コメディドラマ               | 毎日放送   | 水曜1:11 - 1:41（火曜深夜） →水曜1:30 - 2:00（火曜深夜） | 松井玲奈            |
| ヒガンバナ〜警視庁捜査七課〜                | 刑事ドラマ                   | 日本テレビ | 水曜22:00 - 23:00                                        | 堀北真希            |
| フラジャイル                                | 医療ドラマ                   | フジテレビ | 水曜22:00 - 22:54                                        | 長瀬智也            |
| 悪党たちは千里を走る                        | サスペンスドラマ             | TBS        | 水曜23:53 - 翌0:23                                       | ムロツヨシ          |
| スペシャリスト                              | 刑事ドラマ                   | テレビ朝日 | 木曜21:00 - 21:54                                        | 草彅剛              |
| ナオミとカナコ                              | サスペンスドラマ             | フジテレビ | 木曜22:00 - 22:54                                        | 広末涼子            |
| マネーの天使〜あなたのお金、取り戻します!〜 | 経済ドラマ                   | 読売テレビ | 木曜23:59 - 翌0:54                                       | 小籔千豊            |
| 警視庁ゼロ係〜生活安全課なんでも相談室〜    | 警察ドラマ                   | テレビ東京 | 金曜20:00 - 20:54                                        | 小泉孝太郎          |
| わたしを離さないで                          | サスペンスドラマ             | TBS        | 金曜22:00 - 22:54                                        | 綾瀬はるか          |
| スミカスミレ                                | ファンタジー・ラブストーリー | テレビ朝日 | 金曜23:15 - 翌0:15                                       | 桐谷美玲            |
| 東京センチメンタル                          | ヒューマンドラマ             | テレビ東京 | 土曜0:12 - 0:52(金曜深夜)                                | 吉田鋼太郎          |
| 怪盗 山猫                                   | サスペンスドラマ             | 日本テレビ | 土曜21:00 - 21:54                                        | 亀梨和也            |
| 逃げる女                                    | サスペンスドラマ             | NHK        | 土曜22:00 - 22:44                                        | 水野美紀            |
| 武道館                                      | 業界ドラマ                   | フジテレビ | 土曜23:40 - 翌0:05                                       | Juice=Juice         |
| MARS〜ただ、君を愛してる〜                  | ラブストーリー               | 日本テレビ | 日曜0:55 - 1:25(土曜深夜)                                | 藤ヶ谷太輔 窪田正孝 |
| ニーチェ先生                                | 学園ドラマ                   | 読売テレビ | 日曜2:55 - 3:25（土曜深夜）                              | 間宮祥太朗          |
| 家族ノカタチ                                | ホームドラマ                 | TBS        | 日曜21:00 - 21:54                                        | 香取慎吾            |
| 臨床犯罪学者 火村英生の推理                 | 推理ドラマ                   | 日本テレビ | 日曜22:30 - 23:25                                        | 斎藤工              |

| 作品名                                    | ジャンル           | 制作局     | 放送日時                    | 主演                   |
| ----------------------------------------- | ------------------ | ---------- | --------------------------- | ---------------------- |
| ラヴソング                                | ラブストーリー     | フジテレビ | 月曜21:00 - 21:54           | 福山雅治               |
| 重版出来!                                 | オフィスドラマ     | TBS        | 火曜22:00 - 22:54           | 黒木華                 |
| 僕のヤバイ妻                              | サスペンスドラマ   | 関西テレビ | 火曜22:00 - 22:54           | 伊藤英明               |
| ディアスポリス 異邦警察                   | 刑事ドラマ         | 毎日放送   | 水曜1:28 - 1:58（火曜深夜） | 松田翔太               |
| OLですが、キャバ嬢はじめました            | オフィスドラマ     | 毎日放送   | 水曜1:28 - 1:58（火曜深夜） | 倉持明日香             |
| 警視庁捜査一課9係 season11                | 刑事ドラマ         | テレビ朝日 | 水曜21:00 - 21:54           | 渡瀬恒彦               |
| 世界一難しい恋                            | ラブストーリー     | 日本テレビ | 水曜22:00 - 23:00           | 大野智                 |
| 毒島ゆり子のせきらら日記                  | ラブストーリー     | TBS        | 木曜0:10 - 0:40（水曜深夜） | 前田敦子               |
| 警視庁・捜査一課長                        | 刑事ドラマ         | テレビ朝日 | 木曜20:00 - 20:54           | 内藤剛志               |
| グッドパートナー 無敵の弁護士             | 弁護士ドラマ       | テレビ朝日 | 木曜21:00 - 21:54           | 竹野内豊               |
| 早子先生、結婚するって本当ですか?         | 学園ドラマ         | フジテレビ | 木曜22:00 - 22:54           | 松下奈緒               |
| ドクターカー                              | 医療ドラマ         | 読売テレビ | 木曜23:59 - 翌0:54          | 剛力彩芽               |
| ドクター調査班〜医療事故の闇を暴け〜      | 医療ドラマ         | テレビ東京 | 金曜20:00 - 20:54           | 谷原章介               |
| コントレール〜罪と恋〜                    | サスペンスドラマ   | NHK        | 金曜22:00 - 22:49           | 石田ゆり子             |
| 私 結婚できないんじゃなくて、しないんです | ラブストーリー     | TBS        | 金曜22:00 - 22:54           | 中谷美紀               |
| 不機嫌な果実                              | ラブストーリー     | テレビ朝日 | 金曜23:15 - 翌0:15          | 栗山千明               |
| ナイトヒーロー NAOTO                      | アクションドラマ   | テレビ東京 | 土曜0:12 - 0:52（金曜深夜） | NAOTO                  |
| トットてれび                              | 職業ドラマ         | NHK総合    | 土曜20:15 - 21:43           | 満島ひかり             |
| お迎えデス。                              | ラブストーリー     | 日本テレビ | 土曜21:00 - 21:54           | 福士蒼汰               |
| 火の粉                                    | サスペンスドラマ   | 東海テレビ | 土曜23:40 - 翌0:35          | ユースケ・サンタマリア |
| 朝が来る                                  | ヒューマンドラマ   | 東海テレビ | 土曜23:40 - 翌0:35          | 安田成美               |
| 昼のセント酒                              | サラリーマンドラマ | テレビ東京 | 日曜0:20 - 0:50（土曜深夜） | 戸次重幸               |
| HiGH&LOW Season2                          | アクションドラマ   | 日本テレビ | 日曜0:55 - 1:25（土曜深夜） |                        |
| 99.9-刑事専門弁護士-                      | 弁護士ドラマ       | TBS        | 日曜21:00 - 21:54           | 松本潤                 |
| OUR HOUSE                                 | ホームドラマ       | フジテレビ | 日曜21:00 - 21:54           | 芦田愛菜               |
| ゆとりですがなにか                        | ヒューマンドラマ   | 日本テレビ | 日曜22:30 - 23:25           | 岡田将生               |

| 作品名                            | ジャンル             | 制作局     | 放送時間                    | 主演       |
| --------------------------------- | -------------------- | ---------- | --------------------------- | ---------- |
| 好きな人がいること                | ラブストーリー       | フジテレビ | 月曜21:00 - 21:54           | 桐谷美玲   |
| せいせいするほど、愛してる        | ラブストーリー       | TBS        | 火曜22:00 - 22:54           | 武井咲     |
| ON 異常犯罪捜査官・藤堂比奈子     | 刑事ドラマ           | 関西テレビ | 火曜22:00 - 22:54           | 波瑠       |
| 闇金ウシジマくん Season3          | 金融ドラマ           | 毎日放送   | 水曜1:28 - 1:58（火曜深夜） | 山田孝之   |
| 刑事7人 season2                   | 刑事ドラマ           | テレビ朝日 | 水曜21:00 - 21:54           | 東山紀之   |
| 家売るオンナ                      | オフィスドラマ       | 日本テレビ | 水曜22:00 - 23:00           | 北川景子   |
| 死幣-DEATH CASH-                  | ホラードラマ         | TBS        | 木曜0:10 - 0:40（水曜深夜） | 松井珠理奈 |
| 女たちの特捜最前線                | 刑事ドラマ           | テレビ朝日 | 木曜20:00 - 20:54           | 高島礼子   |
| はじめまして、愛しています。      | ホームドラマ         | テレビ朝日 | 木曜21:00 - 21:54           | 尾野真千子 |
| 営業部長 吉良奈津子               | オフィスドラマ       | フジテレビ | 木曜22:00 - 22:54           | 松嶋菜々子 |
| 遺産相続弁護士 柿崎真一           | 弁護士ドラマ         | 読売テレビ | 木曜23:59 - 翌0:54          | 三上博史   |
| ヤッさん〜築地発!おいしい事件簿〜 | グルメ・推理         | テレビ東京 | 金曜20:00 - 20:54           | 伊原剛志   |
| 神の舌を持つ男                    | 推理ドラマ           | TBS        | 金曜22:00 - 22:54           | 向井理     |
| グ・ラ・メ!〜総理の料理番〜       | 料理ドラマ           | テレビ朝日 | 金曜23:15 - 翌0:15          | 剛力彩芽   |
| 時をかける少女                    | ファンタジードラマ   | 日本テレビ | 土曜21:00 - 21:54           | 黒島結菜   |
| ノンママ白書                      | ラブストーリー       | 東海テレビ | 土曜23:40 - 翌0:35          | 鈴木保奈美 |
| 徳山大五郎を誰が殺したか?         | 学園サスペンスドラマ | テレビ東京 | 日曜0:20 - 0:50（土曜深夜） | 欅坂46     |
| 仰げば尊し                        | 学園ドラマ           | TBS        | 日曜21:00 - 21:54           | 寺尾聰     |
| HOPE〜期待ゼロの新入社員〜        | オフィスドラマ       | フジテレビ | 日曜21:00 - 21:54           | 中島裕翔   |
| そして、誰もいなくなった          | サスペンスドラマ     | 日本テレビ | 日曜22:30 - 23:25           | 藤原竜也   |

| 作品名                                         | ジャンル         | 制作局     | 放送時間                    | 主演       |
| ---------------------------------------------- | ---------------- | ---------- | --------------------------- | ---------- |
| カインとアベル                                 | ラブストーリー   | フジテレビ | 月曜21:00 - 21:54           | 山田涼介   |
| メディカルチーム レディ・ダ・ヴィンチの診断    | 医療サスペンス   | 関西テレビ | 火曜21:00 - 21:54           | 吉田羊     |
| 逃げるは恥だが役に立つ                         | ラブストーリー   | TBS        | 火曜22:00 - 22:54           | 新垣結衣   |
| 相棒 season15                                  | 刑事ドラマ       | テレビ朝日 | 水曜21:00 - 21:54           | 水谷豊     |
| 地味にスゴイ! 校閲ガール・河野悦子             | オフィスドラマ   | 日本テレビ | 水曜22:00 - 23:00           | 石原さとみ |
| コック警部の晩餐会                             | 刑事ドラマ       | TBS        | 木曜0:10 - 0:40（水曜深夜） | 柄本佑     |
| 科捜研の女 season16                            | 刑事ドラマ       | テレビ朝日 | 木曜20:00 - 20:54           | 沢口靖子   |
| ドクターX〜外科医・大門未知子〜（第4シリーズ） | 医療ドラマ       | テレビ朝日 | 木曜21:00 - 21:54           | 米倉涼子   |
| Chef〜三ツ星の給食〜                           | 料理ドラマ       | フジテレビ | 木曜22:00 - 22:54           | 天海祐希   |
| 黒い十人の女                                   | 不倫ドラマ       | 読売テレビ | 木曜23:59 - 翌0:54          | 船越英一郎 |
| 砂の塔〜知りすぎた隣人                         | サスペンスドラマ | TBS        | 金曜22:00 - 22:54           | 菅野美穂   |
| 家政夫のミタゾノ                               | ホームドラマ     | テレビ朝日 | 金曜23:15 - 翌0:15          | 松岡昌宏   |
| THE LAST COP/ラストコップ                      | 刑事ドラマ       | 日本テレビ | 土曜21:00 - 21:54           | 唐沢寿明   |
| スニッファー 嗅覚捜査官                        | ミステリードラマ | NHK        | 土曜22:00 - 22:44           | 阿部寛     |
| とげ 小市民 倉永晴之の逆襲                     | ヒューマンドラマ | 東海テレビ | 土曜23:40 - 翌0:35          | 田辺誠一   |
| IQ246〜華麗なる事件簿〜                        | 探偵ドラマ       | TBS        | 日曜21:00 - 21:54           | 織田裕二   |
| キャリア〜掟破りの警察署長〜                   | 警察ドラマ       | フジテレビ | 日曜21:00 - 21:54           | 玉木宏     |
| レンタル救世主                                 | オフィスドラマ   | 日本テレビ | 日曜22:30 - 23:25           | 沢村一樹   |

## 2017年
| 作品名                                   | ジャンル         | 制作局     | 放送時間                    | 主演       |
| ---------------------------------------- | ---------------- | ---------- | --------------------------- | ---------- |
| 突然ですが、明日結婚します               | ラブストーリー   | フジテレビ | 月曜21:00 - 21:54           | 西内まりや |
| 嘘の戦争                                 | サスペンスドラマ | 関西テレビ | 火曜21:00 - 21:54           | 草彅剛     |
| カルテット                               | ラブストーリー   | TBS        | 火曜22:00 - 22:54           | 松たか子   |
| 東京タラレバ娘                           | ラブストーリー   | 日本テレビ | 水曜22:00 - 23:00           | 吉高由里子 |
| レンタルの恋                             | ラブストーリー   | TBS        | 木曜0:10 - 0:40（水曜深夜） | 剛力彩芽   |
| 就活家族〜きっと、うまくいく〜           | ホームドラマ     | テレビ朝日 | 木曜21:00 - 21:54           | 三浦友和   |
| 嫌われる勇気                             | 刑事ドラマ       | フジテレビ | 木曜22:00 - 22:54           | 香里奈     |
| 増山超能力師事務所                       | アクションドラマ | 読売テレビ | 木曜23:59 - 翌0:54          | 田中直樹   |
| 三匹のおっさん3 〜正義の味方、みたび!!〜 | ヒューマンドラマ | テレビ東京 | 金曜20:00 - 20:54           | 北大路欣也 |
| 下剋上受験                               | ホームドラマ     | TBS        | 金曜22:00 - 22:54           | 阿部サダヲ |
| 奪い愛、冬                               | ラブストーリー   | テレビ朝日 | 金曜23:15 - 翌0:15          | 倉科カナ   |
| スーパーサラリーマン左江内氏             | ホームドラマ     | 日本テレビ | 土曜21:00 - 21:54           | 堤真一     |
| 真昼の悪魔                               | サスペンスドラマ | 東海テレビ | 土曜23:40 - 翌0:35          | 田中麗奈   |
| 銀と金                                   | サスペンスドラマ | テレビ東京 | 日曜0:20 - 0:50（土曜深夜） | 池松壮亮   |
| A LIFE〜愛しき人〜                       | 医療ドラマ       | TBS        | 日曜21:00 - 21:54           | 木村拓哉   |
| 視覚探偵 日暮旅人                        | 推理ドラマ       | 日本テレビ | 日曜22:30 - 23:25           | 松坂桃李   |

| 作品名                                 | ジャンル           | 制作局     | 放送時間                    | 主演       |
| -------------------------------------- | ------------------ | ---------- | --------------------------- | ---------- |
| サヨナラ、えなりくん                   | ラブストーリー     | テレビ朝日 | 月曜0:40 - 1:10（日曜深夜） | 渡辺麻友   |
| 貴族探偵                               | 推理ドラマ         | フジテレビ | 月曜21:00 - 21:54           | 相葉雅紀   |
| 岐阜にイジュー!                        | ヒューマンドラマ   | メ〜テレ   | 火曜0:20-0:50（月曜深夜）   | 柳英里紗   |
| CRISIS 公安機動捜査隊特捜班            | 刑事ドラマ         | 関西テレビ | 火曜21:00 - 21:54           | 小栗旬     |
| あなたのことはそれほど                 | ラブストーリー     | TBS        | 火曜22:00 - 22:54           | 波瑠       |
| 警視庁捜査一課9係 season12             | 刑事ドラマ         | テレビ朝日 | 水曜21:00 - 21:54           | 渡瀬恒彦   |
| 母になる                               | ヒューマンドラマ   | 日本テレビ | 水曜22:00 - 23:00           | 沢尻エリカ |
| 3人のパパ                              | ホームドラマ       | TBS        | 水曜23:55 - 翌0:25          | 堀井新太   |
| 警視庁・捜査一課長 season2             | 刑事ドラマ         | テレビ朝日 | 木曜20:00 - 20:54           | 内藤剛志   |
| 緊急取調室（第2シリーズ）              | 刑事ドラマ         | テレビ朝日 | 木曜21:00 - 21:54           | 天海祐希   |
| 人は見た目が100パーセント              | 職業ドラマ         | フジテレビ | 木曜22:00 - 22:54           | 桐谷美玲   |
| 恋がヘタでも生きてます                 | ラブストーリー     | 読売テレビ | 木曜23:59 - 翌0:54          | 高梨臨     |
| 釣りバカ日誌 Season2 新米社員 浜崎伝助 | サラリーマンドラマ | テレビ東京 | 金曜20:00 - 20:54           | 濱田岳     |
| リバース                               | サスペンスドラマ   | TBS        | 金曜22:00 - 22:54           | 藤原竜也   |
| 女囚セブン                             | ヒューマンドラマ   | テレビ朝日 | 金曜23:15 - 翌0:15          | 剛力彩芽   |
| ボク、運命の人です。                   | ラブストーリー     | 日本テレビ | 土曜22:00 - 22:54           | 亀梨和也   |
| 犯罪症候群 SEASON1                     | 刑事ドラマ         | 東海テレビ | 土曜23:40 - 翌0:35          | 玉山鉄二   |
| 屋根裏の恋人                           | サスペンスドラマ   | 東海テレビ | 土曜23:40 - 翌0:35          | 石田ひかり |
| マッサージ探偵ジョー                   | 推理ドラマ         | テレビ東京 | 日曜0:20 - 0:50（土曜深夜） | 中丸雄一   |
| 小さな巨人                             | 警察ドラマ         | TBS        | 日曜21:00 - 21:54           | 長谷川博己 |
| 櫻子さんの足下には死体が埋まっている   | 推理ドラマ         | フジテレビ | 日曜21:00 - 21:54           | 観月ありさ |
| フランケンシュタインの恋               | サスペンスドラマ   | 日本テレビ | 日曜22:30 - 23:25           | 綾野剛     |

| 作品名                                                 | ジャンル         | 制作局                             | 放送時間                     | 主演                         |
| ------------------------------------------------------ | ---------------- | ---------------------------------- | ---------------------------- | ---------------------------- |
| サチのお寺ごはん                                       | グルメドラマ     | 2017「サチのお寺ごはん」製作委員会 | 参照                         | 谷村美月                     |
| コード・ブルー -ドクターヘリ緊急救命- 3rd season       | 医療ドラマ       | フジテレビ                         | 月曜21:00 - 21:54            | 山下智久                     |
| 孤食ロボット                                           |                  | 日本テレビ                         | 火曜0:59 - 1:29 （月曜深夜） | 有岡大貴、髙木雄也、八乙女光 |
| 僕たちがやりました                                     | サスペンスドラマ | 関西テレビ                         | 火曜21:00 - 21:54            | 窪田正孝                     |
| カンナさーん!                                          | ホームドラマ     | TBS                                | 火曜22:00 - 22:54            | 渡辺直美                     |
| 刑事7人 season3                                        | 刑事ドラマ       | テレビ朝日                         | 水曜21:00 - 21:54            | 東山紀之                     |
| 過保護のカホコ                                         | ラブストーリー   | 日本テレビ                         | 水曜22:00 - 23:00            | 高畑充希                     |
| わにとかげぎす                                         | コメディドラマ   | TBS                                | 水曜23:56 - 翌0:26           | 有田哲平                     |
| 遺留捜査（第4シリーズ）                                | 刑事ドラマ       | テレビ朝日                         | 木曜20:00 - 20:54            | 上川隆也                     |
| 黒革の手帖                                             | サスペンスドラマ | テレビ朝日                         | 木曜21:00 - 21:54            | 武井咲                       |
| セシルのもくろみ                                       | ヒューマンドラマ | フジテレビ                         | 木曜22:00 - 22:54            | 真木よう子                   |
| 脳にスマホが埋められた!                                | ヒューマンドラマ | 読売テレビ                         | 木曜23:59 - 翌0:54           | 伊藤淳史                     |
| 警視庁ゼロ係〜生活安全課なんでも相談室〜 SECOND SEASON | 刑事ドラマ       | テレビ東京                         | 金曜20:00 - 20:54            | 小泉孝太郎                   |
| ハロー張りネズミ                                       | 推理ドラマ       | TBS                                | 金曜22:00 - 22:54            | 瑛太                         |
| あいの結婚相談所                                       | ラブストーリー   | テレビ朝日                         | 金曜23:15 - 翌0:15           | 山崎育三郎                   |
| ウチの夫は仕事ができない                               | ホームドラマ     | 日本テレビ                         | 土曜22:00 - 22:54            | 錦戸亮                       |
| ウツボカズラの夢                                       | ヒューマンドラマ | 東海テレビ                         | 土曜23:40 - 翌0:35           | 志田未来                     |
| 居酒屋ふじ                                             | グルメドラマ     | テレビ東京                         | 日曜0:20 - 0:50（土曜深夜）  | 永山絢斗                     |
| ごめん、愛してる                                       | ラブストーリー   | TBS                                | 日曜21:00 - 21:54            | 長瀬智也                     |
| 警視庁いきもの係                                       | 刑事ドラマ       | フジテレビ                         | 日曜21:00 - 21:54            | 渡部篤郎                     |
| 愛してたって、秘密はある。                             | ラブストーリー   | 日本テレビ                         | 日曜22:30 - 23:25            | 福士蒼汰                     |

| 作品名                                          | ジャンル           | 制作局     | 放送時間                     | 主演                        |
| ----------------------------------------------- | ------------------ | ---------- | ---------------------------- | --------------------------- |
| 民衆の敵〜世の中、おかしくないですか!?〜        | 政治ドラマ         | フジテレビ | 月曜21:00 - 21:54            | 篠原涼子                    |
| 吾輩の部屋である                                |                    | 日本テレビ | 火曜0:59 - 1:29 （月曜深夜） | 菊池風磨                    |
| 明日の約束                                      | サスペンスドラマ   | 関西テレビ | 火曜21:00 - 21:54            | 井上真央                    |
| 監獄のお姫さま                                  | ヒューマンドラマ   | TBS        | 火曜22:00 - 22:54            | 小泉今日子                  |
| 相棒 season16                                   | 刑事ドラマ         | テレビ朝日 | 水曜21:00 - 21:54            | 水谷豊                      |
| 奥様は、取り扱い注意                            | ホームドラマ       | 日本テレビ | 水曜22:00 - 23:00            | 綾瀬はるか                  |
| 科捜研の女 season17                             | 刑事ドラマ         | テレビ朝日 | 木曜20:00 - 20:54            | 沢口靖子                    |
| ドクターX〜外科医・大門未知子〜（第5シリーズ）  | 医療ドラマ         | テレビ朝日 | 木曜21:00 - 21:54            | 米倉涼子                    |
| 刑事ゆがみ                                      | 刑事ドラマ         | フジテレビ | 木曜22:00 - 22:54            | 浅野忠信                    |
| ブラックリベンジ                                | 不倫ドラマ         | 読売テレビ | 木曜23:59 - 翌0:54           | 木村多江                    |
| ユニバーサル広告社〜あなたの人生、売り込みます! | 企業ドラマ         | テレビ東京 | 金曜20:00 - 20:54            | 沢村一樹                    |
| コウノドリ（第2シリーズ）                       | 医療ドラマ         | TBS        | 金曜22:00 - 22:54            | 綾野剛                      |
| 重要参考人探偵                                  | 推理ドラマ         | テレビ朝日 | 金曜23:15 - 翌0:15           | 玉森裕太                    |
| プリズンホテル                                  |                    | BSジャパン | 土曜21:00 - 21:54            | 田中直樹                    |
| 先に生まれただけの僕                            | 学園ドラマ         | 日本テレビ | 土曜22:00 - 22:54            | 櫻井翔                      |
| さくらの親子丼                                  | ヒューマンドラマ   | 東海テレビ | 土曜23:40 - 翌0:35           | 真矢ミキ                    |
| オーファン・ブラック〜七つの遺伝子〜            | SFドラマ           | 東海テレビ | 土曜23:40 - 翌0:35           | 知英                        |
| 陸王                                            | 企業スポーツドラマ | TBS        | 日曜21:00 - 21:54            | 役所広司                    |
| 今からあなたを脅迫します                        | サスペンスドラマ   | 日本テレビ | 日曜22:30 - 23:25            | ディーン・フジオカ / 武井咲 |

## 2018年
| 作品名                                     | ジャンル         | 制作局     | 放送時間                     | 主演               |
| ------------------------------------------ | ---------------- | ---------- | ---------------------------- | ------------------ |
| 海月姫                                     | 恋愛ドラマ       | フジテレビ | 月曜21:00 - 21:54            | 芳根京子           |
| 卒業バカメンタリー                         |                  | 日本テレビ | 火曜0:59 - 1:29 （月曜深夜） | 藤井流星、濵田崇裕 |
| FINAL CUT                                  | アクションドラマ | 関西テレビ | 火曜21:00 - 21:54            | 亀梨和也           |
| きみが心に棲みついた                       | 恋愛ドラマ       | TBS        | 火曜22:00 - 22:54            | 吉岡里帆           |
| anone                                      | ヒューマンドラマ | 日本テレビ | 水曜22:00 - 23:00            | 広瀬すず           |
| BG〜身辺警護人〜                           | ヒューマンドラマ | テレビ朝日 | 木曜21:00 - 21:54            | 木村拓哉           |
| 隣の家族は青く見える                       | ホームドラマ     | フジテレビ | 木曜22:00 - 22:54            | 深田恭子           |
| リピート〜運命を変える10か月〜             | SFドラマ         | 読売テレビ | 木曜23:59 - 翌0:54           | 貫地谷しほり       |
| 特命刑事 カクホの女                        | 刑事ドラマ       | テレビ東京 | 金曜20:00 - 20:54            | 名取裕子           |
| アンナチュラル                             | 医療ドラマ       | TBS        | 金曜22:00 - 22:54            | 石原さとみ         |
| もみ消して冬〜わが家の問題なかったことに〜 | ホームドラマ     | 日本テレビ | 土曜22:00 - 22:54            | 山田涼介           |
| 命売ります                                 | 犯罪ドラマ       | BSジャパン | 土曜21:00 - 21:54            | 中村蒼             |
| 家族の旅路〜家族を殺された男と殺した男〜   | ヒューマンドラマ | 東海テレビ | 土曜23:40 - 翌0:35           | 滝沢秀明           |
| 電影少女 -VIDEO GIRL AI 2018-              | SFドラマ         | テレビ東京 | 日曜0:20 - 0:50 （土曜深夜） | 西野七瀬、野村周平 |
| 99.9-刑事専門弁護士- SEASON II             | 弁護士ドラマ     | TBS        | 日曜21:00 - 21:54            | 松本潤             |
| トドメの接吻                               | 恋愛ドラマ       | 日本テレビ | 日曜22:30 - 23:25            | 山﨑賢人           |

| 作品名                            | ジャンル         | 制作局         | 放送時間                     | 主演                                   |
| --------------------------------- | ---------------- | -------------- | ---------------------------- | -------------------------------------- |
| コンフィデンスマンJP              | 犯罪ドラマ       | フジテレビ     | 月曜21:00 - 21:54            | 長澤まさみ                             |
| ヘッドハンター                    | ビジネスドラマ   | テレビ東京     | 月曜22:00 - 22:54            | 江口洋介                               |
| ○○な人の末路                      |                  | 日本テレビ     | 火曜0:59 - 1:29 （月曜深夜） | 横尾渉、宮田俊哉、二階堂高嗣、千賀健永 |
| シグナル 長期未解決事件捜査班     | 推理ドラマ       | 関西テレビ     | 火曜21:00 - 21:54            | 坂口健太郎                             |
| 花のち晴れ〜花男 Next Season〜    | 恋愛ドラマ       | TBS            | 火曜22:00 - 23:07            | 杉咲花                                 |
| 特捜9                             | 刑事ドラマ       | テレビ朝日     | 水曜21:00 - 21:54            | 井ノ原快彦                             |
| 正義のセ                          | 検事ドラマ       | 日本テレビ     | 水曜22:00 - 23:00            | 吉高由里子                             |
| 未解決の女 警視庁文書捜査官       | 刑事ドラマ       | テレビ朝日     | 木曜21:00 - 21:54            | 波瑠                                   |
| モンテ・クリスト伯 -華麗なる復讐- | 復讐ドラマ       | フジテレビ     | 木曜22:00 - 22:54            | ディーン・フジオカ                     |
| ラブリラン                        | 恋愛ドラマ       | 読売テレビ     | 木曜23:59 - 翌0:54           | 中村アン                               |
| 執事 西園寺の名推理               | 推理ドラマ       | テレビ東京     | 金曜20:00 - 20:54            | 上川隆也                               |
| あなたには帰る家がある            | ホームドラマ     | TBS            | 金曜22:00 - 22:54            | 中谷美紀                               |
| 家政夫のミタゾノ                  | ヒューマンドラマ | テレビ朝日     | 金曜23:15 - 翌0:15           | 松岡昌宏                               |
| Missデビル 人事の悪魔・椿眞子     | オフィスドラマ   | 日本テレビ     | 土曜22:00 - 22:54            | 菜々緒                                 |
| おっさんずラブ                    | 恋愛ドラマ       | テレビ朝日     | 土曜23:15 - 翌0:05           | 田中圭                                 |
| いつまでも白い羽根                | 青春ドラマ       | 東海テレビ     | 土曜23:40 - 翌0:35           | 新川優愛                               |
| 声ガール!                         |                  | 朝日放送テレビ | 日曜2:30 - 3:00              | 福原遥                                 |
| ブラックペアン                    | 医療ドラマ       | TBS            | 日曜21:00 - 21:54            | 二宮和也                               |
| 崖っぷちホテル!                   | コメディドラマ   | 日本テレビ     | 日曜22:30 - 23:25            | 岩田剛典                               |

| 作品名                                                | ジャンル           | 制作局         | 放送時間                     | 主演               |
| ----------------------------------------------------- | ------------------ | -------------- | ---------------------------- | ------------------ |
| 絶対零度〜未然犯罪潜入捜査〜                          | 刑事ドラマ         | フジテレビ     | 月曜21:00 - 21:54            | 沢村一樹           |
| ラストチャンス 再生請負人                             | 経済ドラマ         | テレビ東京     | 月曜22:00 - 22:54            | 仲村トオル         |
| トーキョーエイリアンブラザーズ                        |                    | 日本テレビ     | 火曜0:59 - 1:29 （月曜深夜） | 伊野尾慧、戸塚祥太 |
| 健康で文化的な最低限度の生活                          | 社会ドラマ         | 関西テレビ     | 火曜21:00 - 21:54            | 吉岡里帆           |
| 義母と娘のブルース                                    | ホームドラマ       | TBS            | 火曜22:00 - 23:07            | 綾瀬はるか         |
| 刑事7人 season4                                       | 刑事ドラマ         | テレビ朝日     | 水曜21:00 - 21:54            | 東山紀之           |
| 高嶺の花                                              | 恋愛ドラマ         | 日本テレビ     | 水曜22:00 - 23:00            | 石原さとみ         |
| 遺留捜査（第5シリーズ）                               | 刑事ドラマ         | テレビ朝日     | 木曜20:00 - 20:54            | 上川隆也           |
| ハゲタカ                                              | 経済ドラマ         | テレビ朝日     | 木曜21:00 - 21:54            | 綾野剛             |
| グッド・ドクター                                      | 医療ドラマ         | フジテレビ     | 木曜22:00 - 22:54            | 山﨑賢人           |
| 探偵が早すぎる                                        | 探偵ドラマ         | 読売テレビ     | 木曜23:59 - 翌0:54           | 滝藤賢一           |
| 警視庁ゼロ係〜生活安全課なんでも相談室〜 THIRD SEASON | 刑事ドラマ         | テレビ東京     | 金曜20:00 - 20:54            | 小泉孝太郎         |
| チア☆ダン                                             | 学園スポーツドラマ | TBS            | 金曜22:00 - 22:54            | 土屋太鳳           |
| dele                                                  |                    | テレビ朝日     | 金曜23:15 - 翌0:15           | 山田孝之 菅田将暉  |
| サバイバル・ウェディング                              | 恋愛ドラマ         | 日本テレビ     | 土曜22:00 - 22:54            | 波瑠               |
| ヒモメン                                              | 社会ドラマ         | テレビ朝日     | 土曜23:15 - 翌0:05           | 窪田正孝           |
| 限界団地                                              |                    | 東海テレビ     | 土曜23:40 - 翌0:35           | 佐野史郎           |
| この世界の片隅に                                      | 歴史ドラマ         | TBS            | 日曜21:00 - 21:54            | 松本穂香           |
| ゼロ 一獲千金ゲーム                                   | サスペンスドラマ   | 日本テレビ     | 日曜22:30 - 23:25            | 加藤シゲアキ       |
| 幸色のワンルーム                                      | サスペンスドラマ   | 朝日放送テレビ | 日曜23:35 - 翌0:05           | 山田杏奈           |

| 作品名                            | ジャンル           | 制作局         | 放送時間                     | 主演                           |
| --------------------------------- | ------------------ | -------------- | ---------------------------- | ------------------------------ |
| SUITS/スーツ                      | 弁護士ドラマ       | フジテレビ     | 月曜21:00 - 21:54            | 織田裕二                       |
| ハラスメントゲーム                | 経済ドラマ         | テレビ東京     | 月曜22:00 - 22:54            | 唐沢寿明                       |
| 部活、好きじゃなきゃダメですか?   |                    | 日本テレビ     | 火曜0:59 - 1:29 （月曜深夜） | 髙橋海人、神宮寺勇太、岩橋玄樹 |
| 僕らは奇跡でできている            |                    | 関西テレビ     | 火曜21:00 - 21:54            | 高橋一生                       |
| 中学聖日記                        | 学園ドラマ         | TBS            | 火曜22:00 - 23:07            | 有村架純                       |
| 相棒 season17                     | 刑事ドラマ         | テレビ朝日     | 水曜21:00 - 21:54            | 水谷豊                         |
| 獣になれない私たち                | 恋愛ドラマ         | 日本テレビ     | 水曜22:00 - 23:00            | 新垣結衣 松田龍平              |
| 科捜研の女 season18               | 刑事ドラマ         | テレビ朝日     | 木曜20:00 - 20:54            | 沢口靖子                       |
| リーガルV〜元弁護士・小鳥遊翔子〜 | 弁護士ドラマ       | テレビ朝日     | 木曜21:00 - 21:54            | 米倉涼子                       |
| 黄昏流星群                        |                    | フジテレビ     | 木曜22:00 - 22:54            | 佐々木蔵之介                   |
| ブラックスキャンダル              |                    | 読売テレビ     | 木曜23:59 - 翌0:54           | 山口紗弥加                     |
| 昭和元禄落語心中                  |                    | NHK総合        | 金曜22:00 - 22:44            | 岡田将生                       |
| 大恋愛〜僕を忘れる君と            | 恋愛ドラマ         | TBS            | 金曜22:00 - 22:54            | 戸田恵梨香                     |
| 僕とシッポと神楽坂                | 医療ドラマ         | テレビ朝日     | 金曜23:15 - 翌0:15           | 相葉雅紀                       |
| ドロ刑 -警視庁捜査三課-           | 刑事ドラマ         | 日本テレビ     | 土曜22:00 - 22:54            | 中島健人                       |
| あなたには渡さない                | 恋愛ドラマ         | テレビ朝日     | 土曜23:15 - 翌0:05           | 木村佳乃                       |
| 下町ロケット2                     | 企業ドラマ         | TBS            | 日曜21:00 - 21:54            | 阿部寛                         |
| 今日から俺は!!                    | 学園ヤンキードラマ | 日本テレビ     | 日曜22:30 - 23:25            | 賀来賢人                       |
| 深夜のダメ恋図鑑                  |                    | 朝日放送テレビ | 日曜23:35 - 翌0:05           | 馬場ふみか                     |

## 2019年
| 作品名                                           | ジャンル         | 制作局         | 放送時間           | 主演           |
| ------------------------------------------------ | ---------------- | -------------- | ------------------ | -------------- |
| トレース〜科捜研の男〜                           | サスペンスドラマ | フジテレビ     | 月曜21:00 - 21:54  | 錦戸亮         |
| よつば銀行 原島浩美がモノ申す!〜この女に賭けろ〜 | ビジネスドラマ   | テレビ東京     | 月曜22:00 - 22:54  | 真木よう子     |
| 後妻業                                           | サスペンスドラマ | 関西テレビ     | 火曜21:00 - 21:54  | 木村佳乃       |
| 初めて恋をした日に読む話                         | 恋愛ドラマ       | TBS            | 火曜22:00 - 23:07  | 深田恭子       |
| 家売るオンナの逆襲                               | オフィスドラマ   | 日本テレビ     | 水曜22:00 - 23:00  | 北川景子       |
| 刑事ゼロ                                         | 刑事ドラマ       | テレビ朝日     | 木曜20:00 - 20:54  | 沢村一樹       |
| ハケン占い師アタル                               |                  | テレビ朝日     | 木曜21:00 - 21:54  | 杉咲花         |
| スキャンダル専門弁護士 QUEEN                     | 弁護士ドラマ     | フジテレビ     | 木曜22:00 - 22:54  | 竹内結子       |
| 記憶捜査〜新宿東署事件ファイル〜                 | 刑事ドラマ       | テレビ東京     | 金曜20:00 - 20:54  | 北大路欣也     |
| メゾン・ド・ポリス                               | 刑事ドラマ       | TBS            | 金曜22:00 - 22:54  | 高畑充希       |
| 私のおじさん〜WATAOJI〜                          |                  | テレビ朝日     | 金曜23:15 - 翌0:15 | 岡田結実       |
| イノセンス 冤罪弁護士                            | 弁護士ドラマ     | 日本テレビ     | 土曜22:00 - 22:54  | 坂口健太郎     |
| 僕の初恋をキミに捧ぐ                             | 恋愛ドラマ       | テレビ朝日     | 土曜23:15 - 翌0:05 | 野村周平       |
| グッドワイフ                                     | 弁護士ドラマ     | TBS            | 日曜21:00 - 21:54  | 常盤貴子       |
| 3年A組-今から皆さんは、人質です-                 | 学園ドラマ       | 日本テレビ     | 日曜22:30 - 23:25  | 菅田将暉       |
| パーフェクトクライム                             | サスペンスドラマ | 朝日放送テレビ | 日曜23:35 - 翌0:05 | トリンドル玲奈 |

| 作品名                                         | ジャンル             | 制作局            | 放送時間                     | 主演                   |
| ---------------------------------------------- | -------------------- | ----------------- | ---------------------------- | ---------------------- |
| ラジエーションハウス〜放射線科の診断レポート〜 | 医療ドラマ           | フジテレビ        | 月曜21:00 - 21:54            | 窪田正孝               |
| スパイラル〜町工場の奇跡〜                     | ビジネスドラマ       | テレビ東京        | 月曜22:00 - 22:54            | 玉木宏                 |
| 頭に来てもアホとは戦うな!                      |                      | 日本テレビ        | 火曜0:59 - 1:29 （月曜深夜） | 知念侑李               |
| パーフェクトワールド                           | 恋愛ドラマ           | 関西テレビ        | 火曜21:00 - 21:54            | 松坂桃李               |
| わたし、定時で帰ります。                       | ヒューマンドラマ     | TBS               | 火曜22:00 - 23:07            | 吉高由里子             |
| 特捜9 season2                                  | 刑事ドラマ           | テレビ朝日        | 水曜21:00 - 21:54            | 井ノ原快彦             |
| 白衣の戦士!                                    | コメディドラマ       | 日本テレビ        | 水曜22:00 - 23:00            | 中条あやみ、水川あさみ |
| 科捜研の女 season19                            | 刑事ドラマ           | テレビ朝日        | 木曜20:00 - 20:54            | 沢口靖子               |
| 緊急取調室 第3シーズン                         | 刑事ドラマ           | テレビ朝日        | 木曜21:00 - 21:54            | 天海祐希               |
| ストロベリーナイト・サーガ                     | 刑事ドラマ           | フジテレビ        | 木曜22:00 - 22:54            | 二階堂ふみ、亀梨和也   |
| 向かいのバズる家族                             | ヒューマンドラマ     | 読売テレビ        | 木曜23:59 - 翌0:54           | 内田理央               |
| 執事 西園寺の名推理2                           | 推理ドラマ           | テレビ東京        | 金曜20:00 - 20:54            | 上川隆也               |
| インハンド                                     | 医療ミステリードラマ | TBS               | 金曜22:00 - 22:54            | 山下智久               |
| 家政夫のミタゾノ 第3シリーズ                   | ヒューマンドラマ     | テレビ朝日        | 金曜23:15 - 翌0:15           | 松岡昌宏               |
| 俺のスカート、どこ行った?                      | 学園ドラマ           | 日本テレビ        | 土曜22:00 - 22:54            | 古田新太               |
| 東京独身男子                                   | 恋愛ドラマ           | テレビ朝日        | 土曜23:15 - 翌0:05           | 高橋一生               |
| ミラー・ツインズ                               | サスペンスドラマ     | 東海テレビ、WOWOW | 土曜23:40 - 翌0:35           | 藤ヶ谷太輔             |
| 仮面同窓会                                     |                      | 東海テレビ        | 土曜23:40 - 翌0:35           | 溝端淳平               |
| 神ちゅーんず 〜鳴らせ!DTM女子〜                |                      | 朝日放送テレビ    | 日曜2:30 - 3:00              | 私立恵比寿中学         |
| 集団左遷!!                                     | ビジネスドラマ       | TBS               | 日曜21:00 - 21:54            | 福山雅治               |
| あなたの番です                                 | サスペンスドラマ     | 日本テレビ        | 日曜22:30 - 23:25            | 原田知世、田中圭       |

| 作品名                                           | ジャンル               | 制作局         | 放送時間                     | 主演                              |
| ------------------------------------------------ | ---------------------- | -------------- | ---------------------------- | --------------------------------- |
| 監察医 朝顔                                      | 医療ドラマ             | フジテレビ     | 月曜21:00 - 21:54            | 上野樹里                          |
| リーガル・ハート〜いのちの再建弁護士〜           | 経済ドラマ             | テレビ東京     | 月曜22:00 - 22:54            | 反町隆史                          |
| 簡単なお仕事です。に応募してみた                 |                        | 日本テレビ     | 火曜0:59 - 1:29 （月曜深夜） | 岩本照、渡辺翔太 目黒蓮、ラウール |
| TWO WEEKS                                        |                        | 関西テレビ     | 火曜21:00 - 21:54            | 三浦春馬                          |
| Heaven？〜ご苦楽レストラン〜                     | グルメドラマ           | TBS            | 火曜22:00 - 23:07            | 石原さとみ                        |
| 刑事7人 season5                                  | 刑事ドラマ             | テレビ朝日     | 水曜21:00 - 21:54            | 東山紀之                          |
| 偽装不倫                                         | 恋愛ドラマ             | 日本テレビ     | 水曜22:00 - 23:00            | 杏                                |
| サイン -法医学者 柚木貴志の事件-                 | 医療ドラマ             | テレビ朝日     | 木曜21:00 - 21:54            | 大森南朋                          |
| ルパンの娘                                       | 恋愛・アクションドラマ | フジテレビ     | 木曜22:00 - 22:54            | 深田恭子                          |
| わたし旦那をシェアしてた                         |                        | 読売テレビ     | 木曜23:59 - 翌0:54           | 小池栄子                          |
| 警視庁ゼロ係〜生活安全課なんでも相談室〜 SEASON4 | 刑事ドラマ             | テレビ東京     | 金曜20:00 - 20:54            | 小泉孝太郎                        |
| 凪のお暇                                         | ホームドラマ           | TBS            | 金曜22:00 - 22:54            | 黒木華                            |
| セミオトコ                                       |                        | テレビ朝日     | 金曜23:15 - 翌0:15           | 山田涼介                          |
| ボイス 110緊急指令室                             | 刑事ドラマ             | 日本テレビ     | 土曜22:00 - 22:54            | 唐沢寿明 真木よう子               |
| べしゃり暮らし                                   | 青春ドラマ             | テレビ朝日     | 土曜23:15 - 翌0:05           | 間宮祥太朗 渡辺大知               |
| 仮面同窓会                                       | 復讐ドラマ             | 東海テレビ     | 土曜23:40 - 翌0:35           | 溝端淳平                          |
| それぞれの断崖                                   | 社会派ドラマ           | 東海テレビ     | 土曜23:40 - 翌0:35           | 遠藤憲一                          |
| ノーサイド・ゲーム                               | 企業スポーツドラマ     | TBS            | 日曜21:00 - 21:54            | 大泉洋                            |
| ランウェイ24                                     |                        | 朝日放送テレビ | 日曜23:35 - 翌0:05           | 朝比奈彩                          |

| 作品名                                    | ジャンル         | 制作局         | 放送時間                   | 主演               |
| ----------------------------------------- | ---------------- | -------------- | -------------------------- | ------------------ |
| シャーロック アントールドストーリーズ     | ミステリー       | フジテレビ     | 月曜21:00 - 21:54          | ディーン・フジオカ |
| ハル〜総合商社の女〜                      | 企業ドラマ       | テレビ東京     | 月曜22:00 -22:54           | 中谷美紀           |
| ブラック校則                              |                  | 日本テレビ     | 火曜0:59 -翌1:29(月曜深夜) | 佐藤勝利           |
| まだ結婚できない男                        | 恋愛ドラマ       | 関西テレビ     | 火曜21:00 -21:54           | 阿部寛             |
| G線上のあなたと私                         | 恋愛ドラマ       | TBS            | 火曜22:00 - 22:57          | 波瑠               |
| 相棒season18                              | 刑事ドラマ       | テレビ朝日     | 水曜21:00 - 21:54          | 水谷豊             |
| 同期のサクラ                              | ヒューマンドラマ | 日本テレビ     | 水曜22:00 - 22:54          | 高畑充希           |
| ドクターX〜外科医・大門未知子〜           | 医療ドラマ       | テレビ朝日     | 木曜21:00 - 21:54          | 米倉涼子           |
| モトカレマニア                            | 恋愛ドラマ       | フジテレビ     | 木曜22:00 - 22:54          | 新木優子 高良健吾  |
| チート〜詐欺師の皆さん、ご注意ください〜  |                  | 読売テレビ     | 木曜23:59 - 翌0:54         | 本田翼             |
| 特命刑事 カクホの女                       | 刑事ドラマ       | テレビ東京     | 金曜20:00 - 20:54          | 名取裕子 麻生祐未  |
| 4分間のマリーゴールド                     | 恋愛ドラマ       | TBS            | 金曜22:00 - 22:54          | 福士蒼汰           |
| 時効警察はじめました                      | 刑事ドラマ       | テレビ朝日     | 金曜23:15 - 翌0:05         | オダギリジョー     |
| 俺の話は長い                              | ホームドラマ     | 日本テレビ     | 土曜22:00 - 22:54          | 生田斗真           |
| おっさんずラブ                            | 恋愛ドラマ       | テレビ朝日     | 土曜23:15 - 翌0:05         | 田中圭             |
| リカ                                      |                  | 東海テレビ     | 土曜23:40 - 翌0:35         | 高岡早紀           |
| 悪魔の弁護人・御子柴礼司 〜贖罪の奏鳴曲〜 |                  | 東海テレビ     | 土曜23:40 - 翌0:35         | 要潤               |
| グランメゾン東京                          | グルメドラマ     | TBS            | 日曜21:00 - 21:54          | 木村拓哉           |
| ニッポンノワール-刑事Yの反乱-             |                  | 日本テレビ     | 日曜22:30 - 23:25          | 賀来賢人           |
| Re:フォロワー                             |                  | 朝日放送テレビ | 日曜23:35 - 翌0:05         | 西銘駿 塩野瑛久    |

## 各年代
- 日本のテレビドラマ一覧 (年代別)
  - 日本のテレビドラマ一覧 (1990年代)
  - 日本のテレビドラマ一覧 (2000年代)
  - 日本のテレビドラマ一覧 (2010年代)
  - 日本のテレビドラマ一覧 (2020年代)
  - Category:2010年代のテレビ番組
  - Category:2010年のテレビドラマ
  - Category:2011年のテレビドラマ
  - Category:2012年のテレビドラマ
  - Category:2013年のテレビドラマ
  - Category:2014年のテレビドラマ
  - Category:2015年のテレビドラマ
  - Category:2016年のテレビドラマ
  - Category:2017年のテレビドラマ
  - Category:2018年のテレビドラマ
  - Category:2019年のテレビドラマ
  - Category:2020年のテレビドラマ